# SAIC Motor
SAIC Motor Corporation Limited (SAIC, trước đây là  Công ty Công nghiệp ô tô Thượng Hải) là một công ty thiết kế và sản xuất ô tô nhà nước Trung Quốc có trụ sở tại Thượng Hải, hoạt động tại nhiều quốc gia. Công ty nằm trong Fortune Global 100 và là một trong 4 công ty sản xuất ô tô quốc doanh lớn nhất Trung Quốc (cùng với Changan Automobile, FAW Group và Dongfeng Motor Corporation),  là công ty Trung Quốc sản xuất số lượng xe lớn nhất trong năm 2014 với hơn 4,5 triệu xe.
SAIC bắt đầu sản xuất ô tô từ năm 1940. Hiện nay, công ty liên doanh với Volkswagen, và ngoài ra còn liên doanh với General Motors kể từ năm 1998. Sản phẩm của SAIC bán dưới nhiều tên thương hiệu. Hai thương hiệu đáng chú ý thuộc sở hữu của SAIC là MG, một thương hiệu xe hơi  của Anh và Roewe, một trong số ít các thương hiệu xe hơi hạng sang nội địa Trung Quốc. 

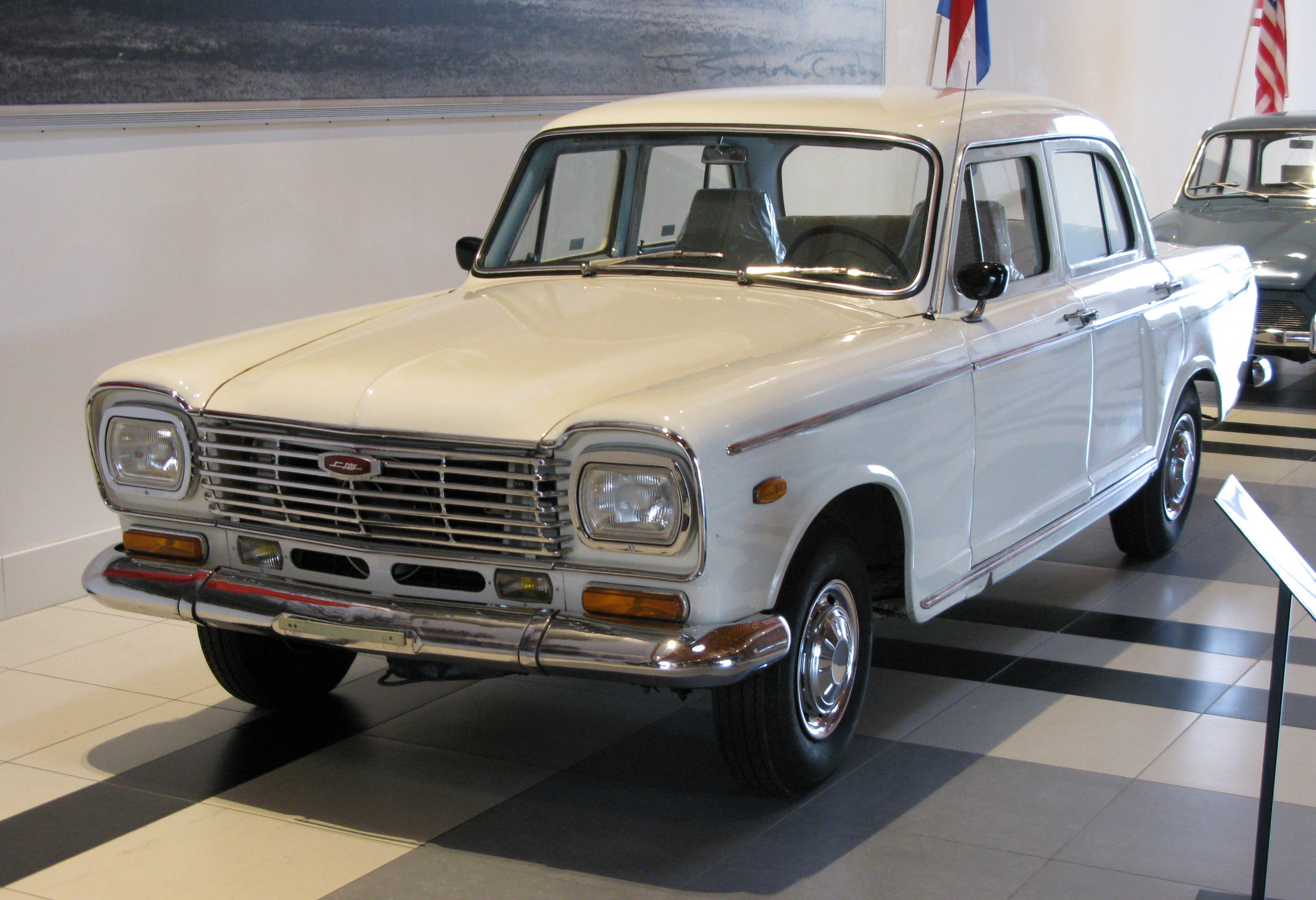
Một chiếc Thượng Hải SH760 năm 1986, trụ cột ô tô của Thượng Hải trong hơn 25 năm

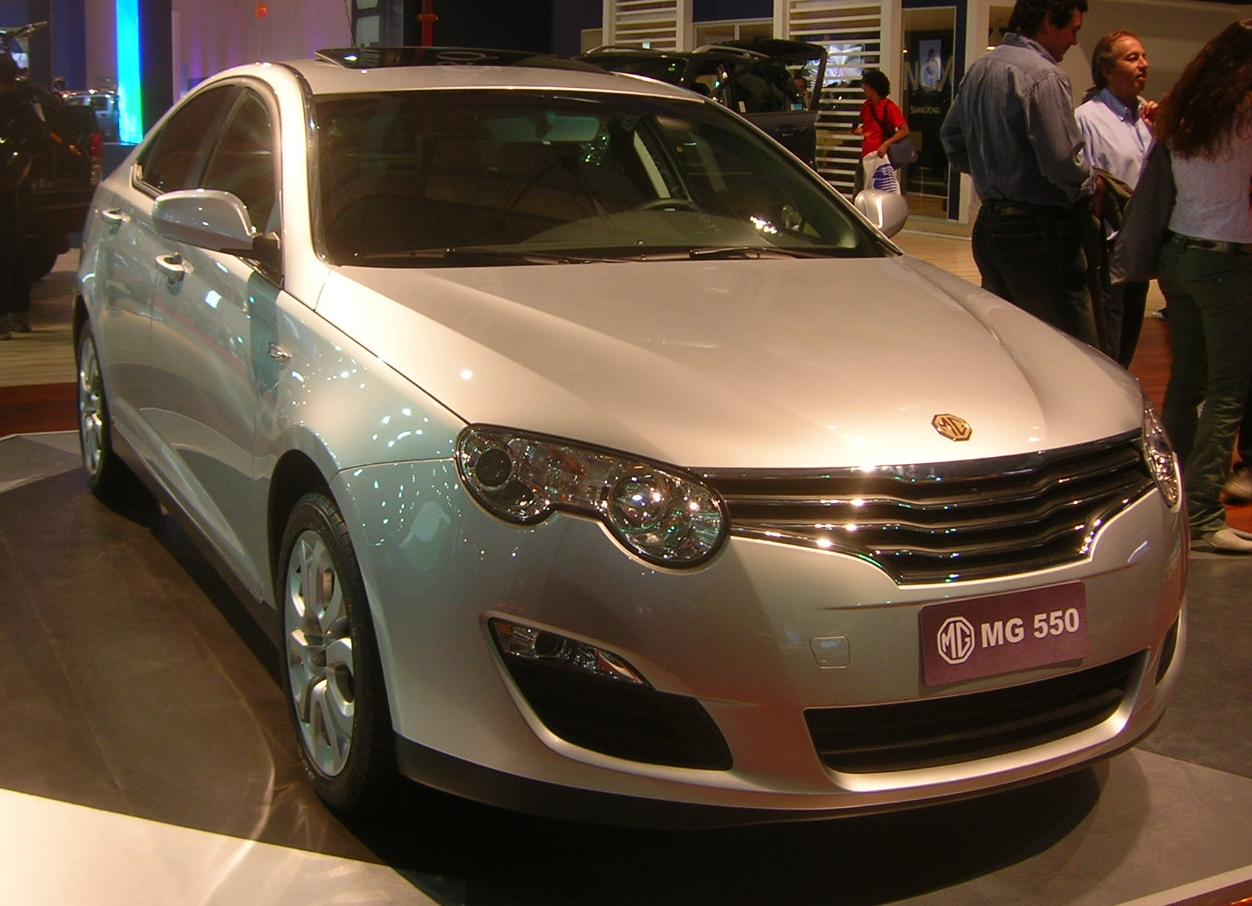
MG / Roewe 550, được ra mắt vào năm 2008

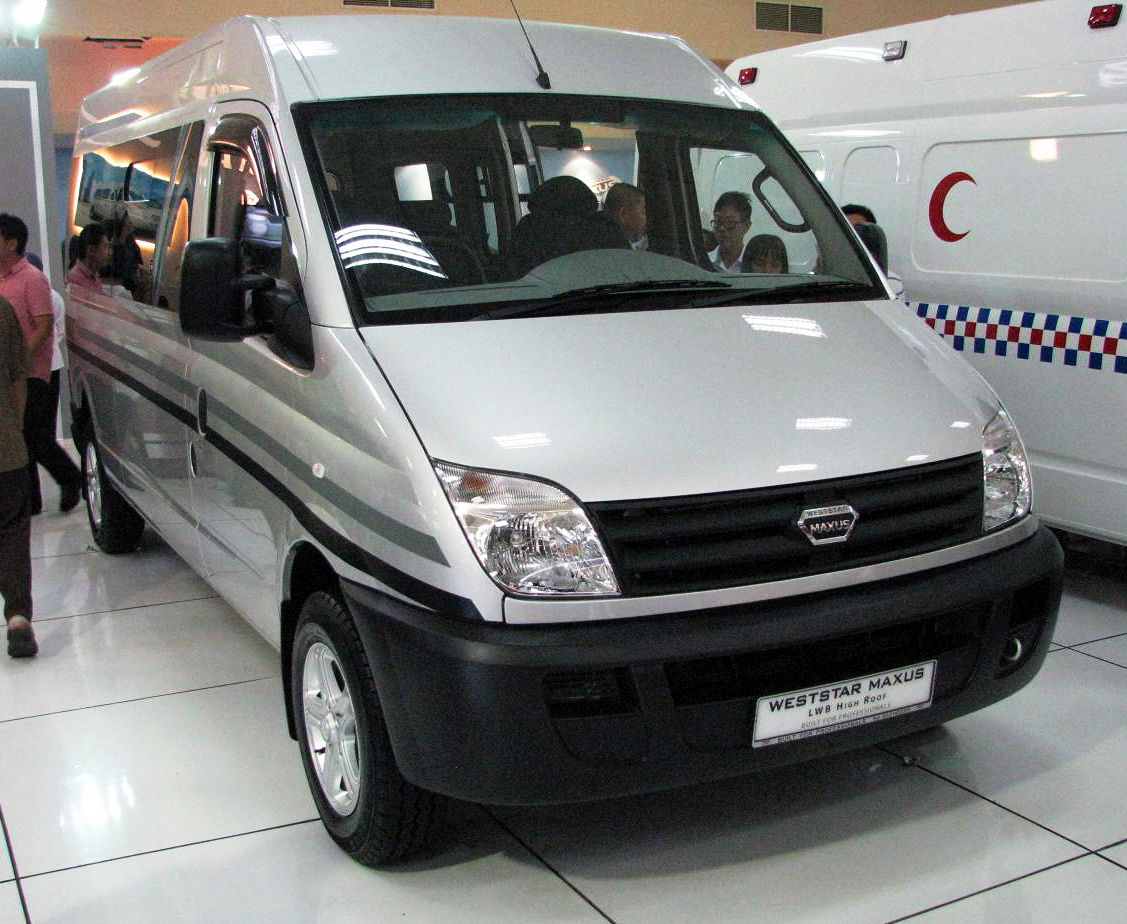
Một chiếc Maxus V80 được trưng bày tại Kuala Lumpur

## Hoạt động

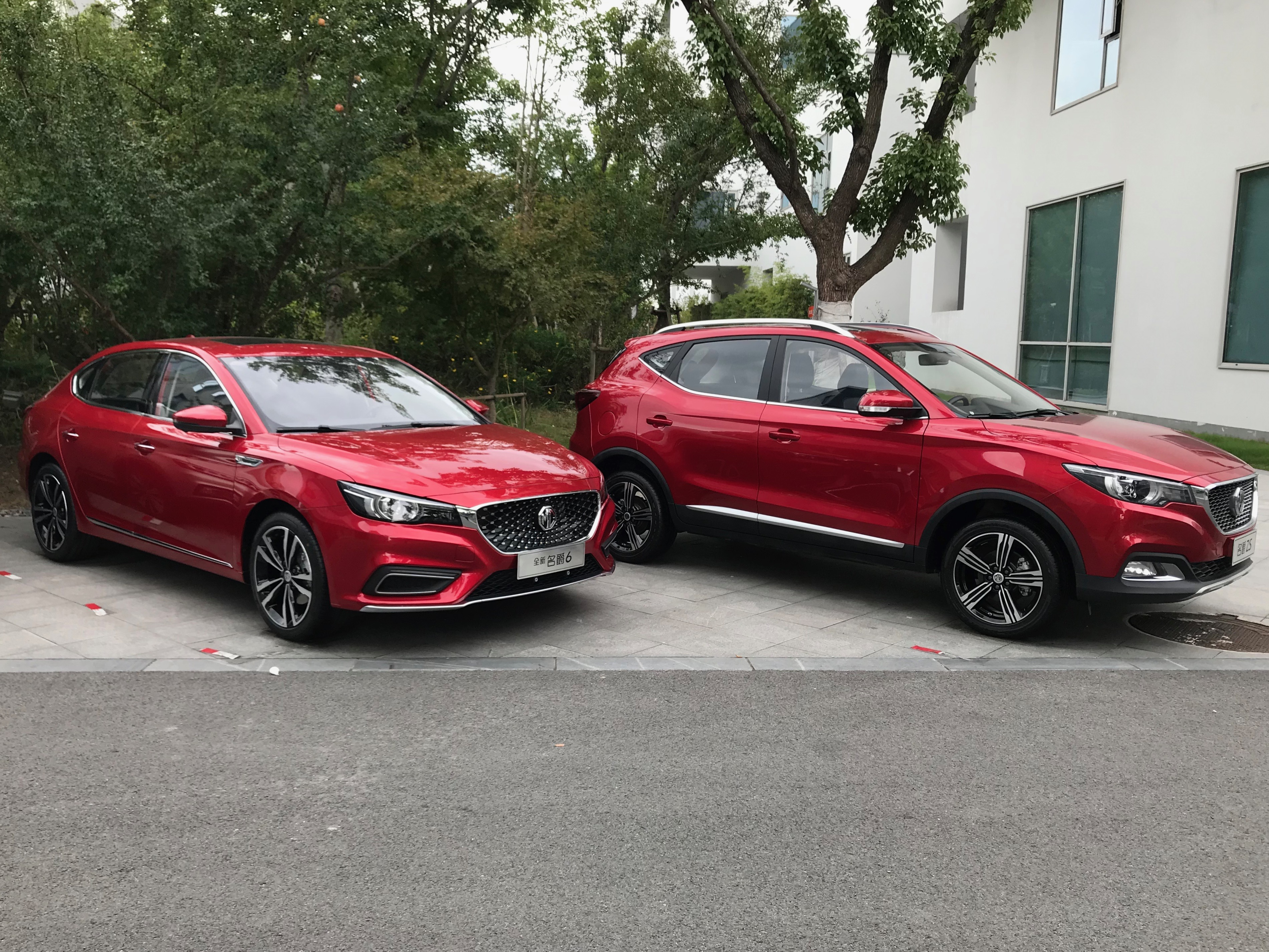
MG 6 (bên trái), hiện được sản xuất tại Trung Quốc

### Marques
SAIC bán xe dưới nhiều nhãn hiệu. Tên thương hiệu dành riêng cho SAIC bao gồm Maxus, MG, Roewe, và Yuejin. Các sản phẩm được sản xuất bởi các công ty liên doanh của SAIC được bán dưới tên nhãn hiệu bao gồm Baojun, Buick, Chevrolet, Iveco, koda, Volkswagen, và Wending.

### Các sản phẩm

#### Maxus

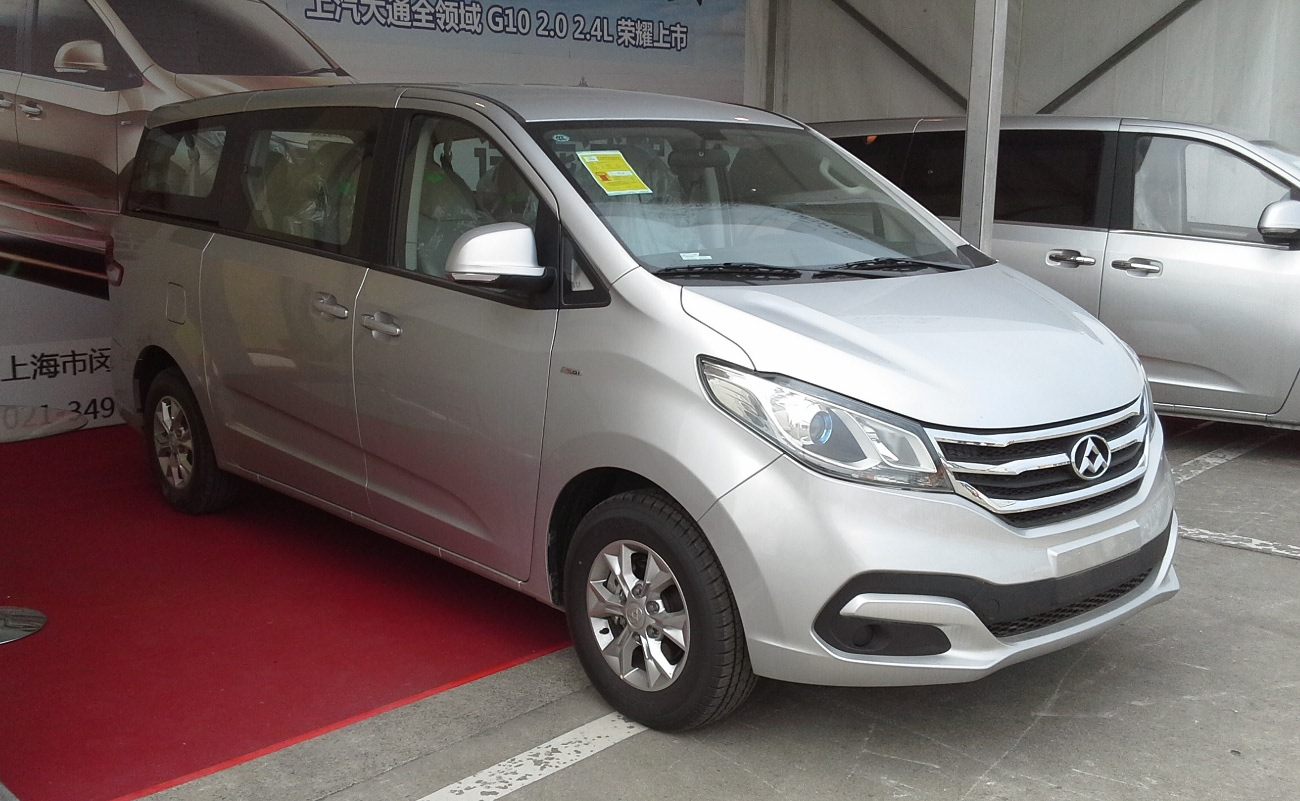
Maxus G10
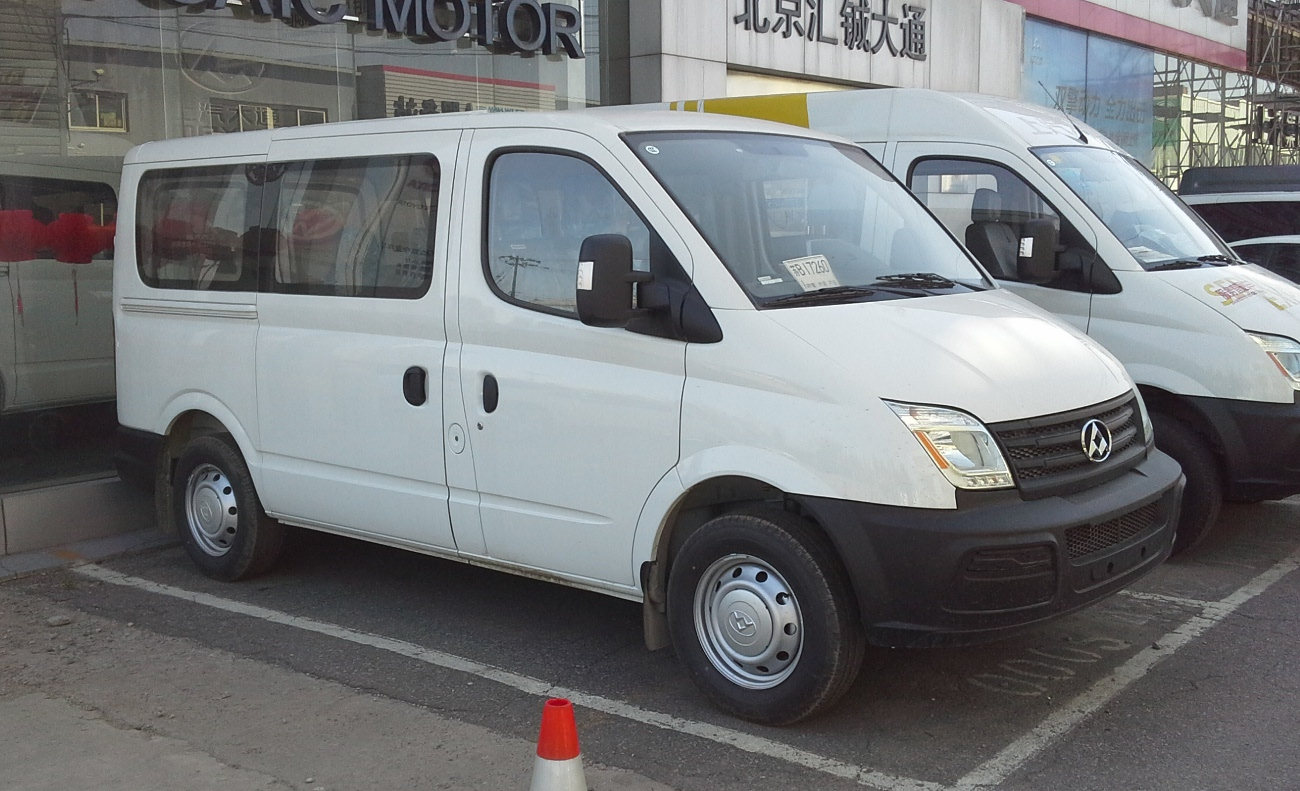
Maxus V80
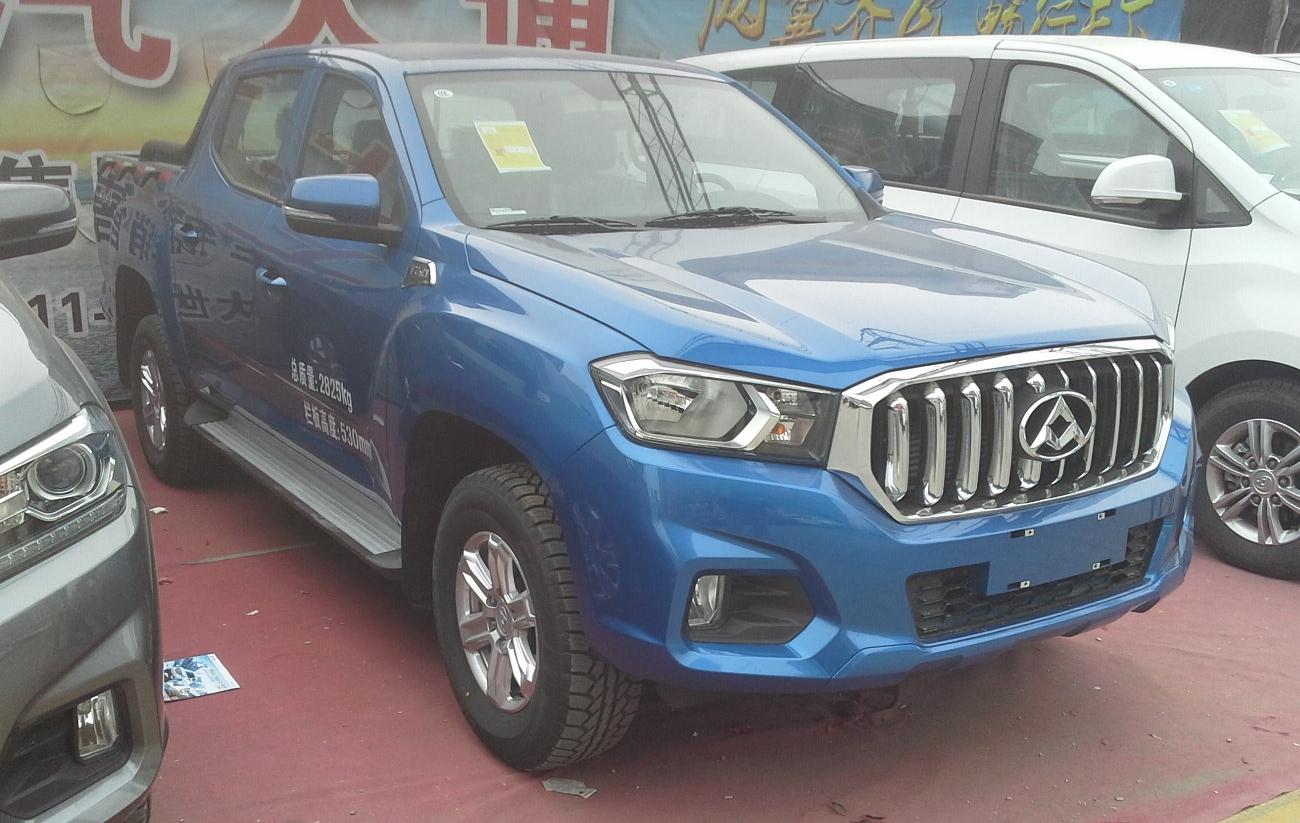
Maxus T60

#### Xe MG

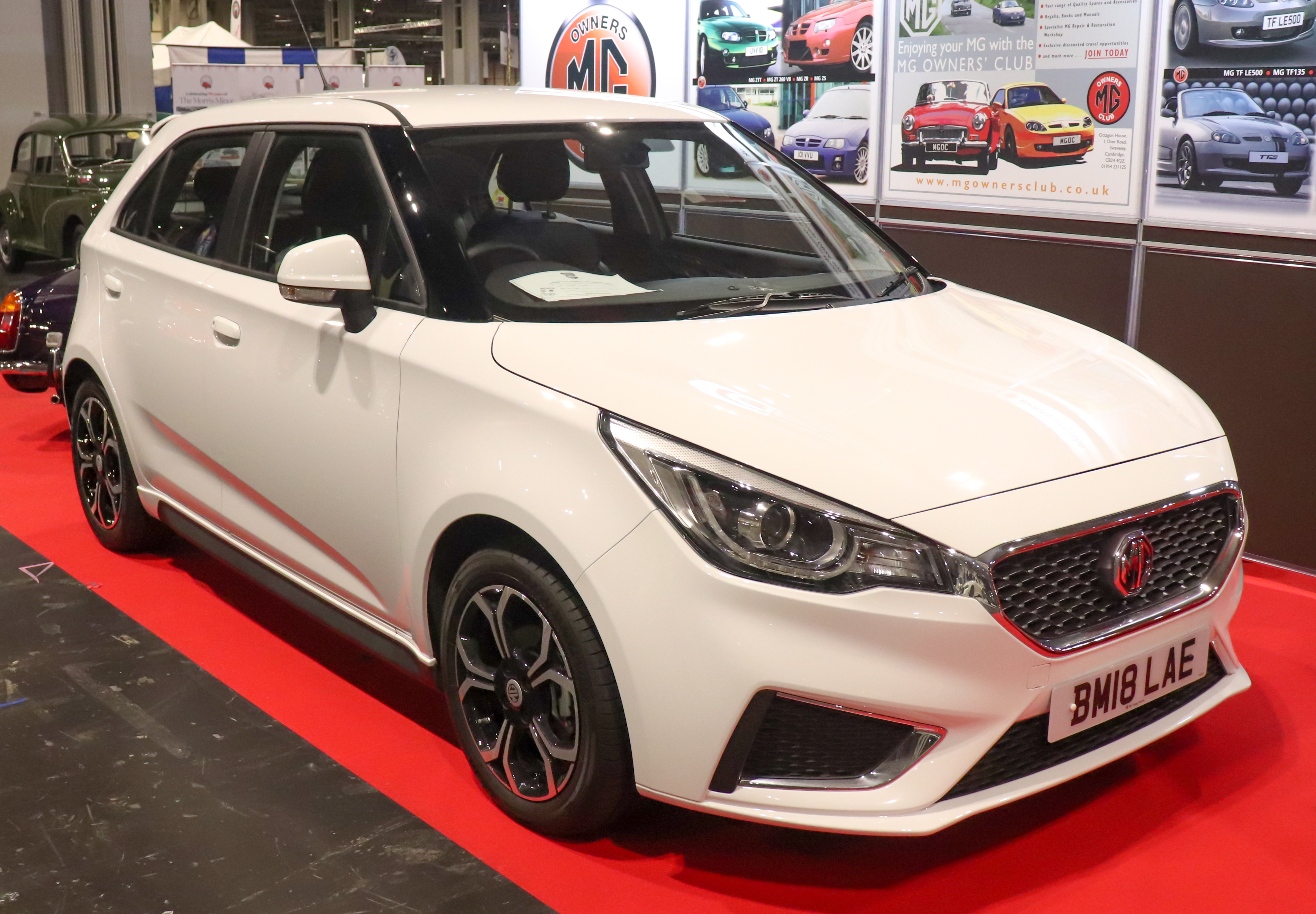
MG 3
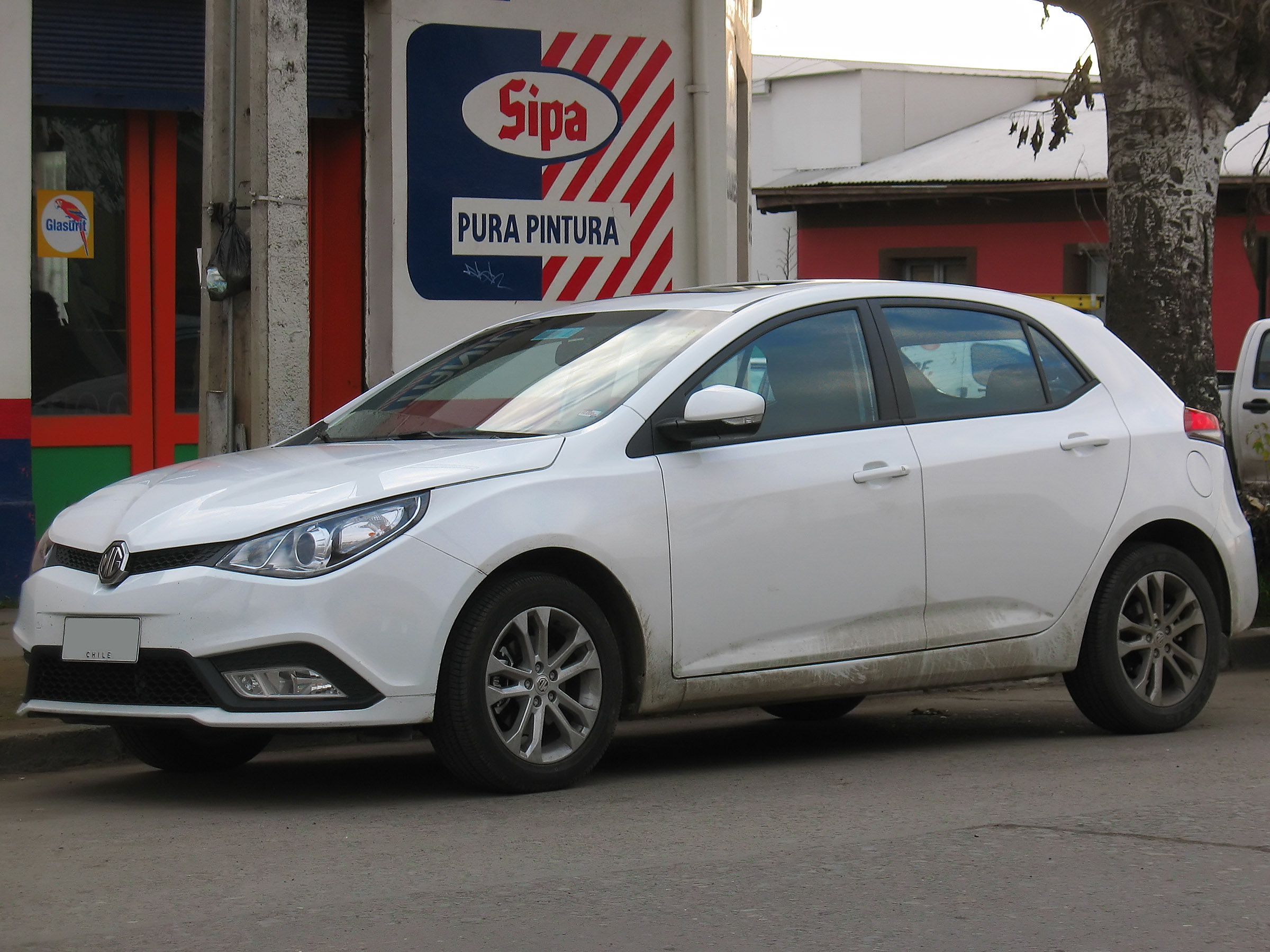
MG 5
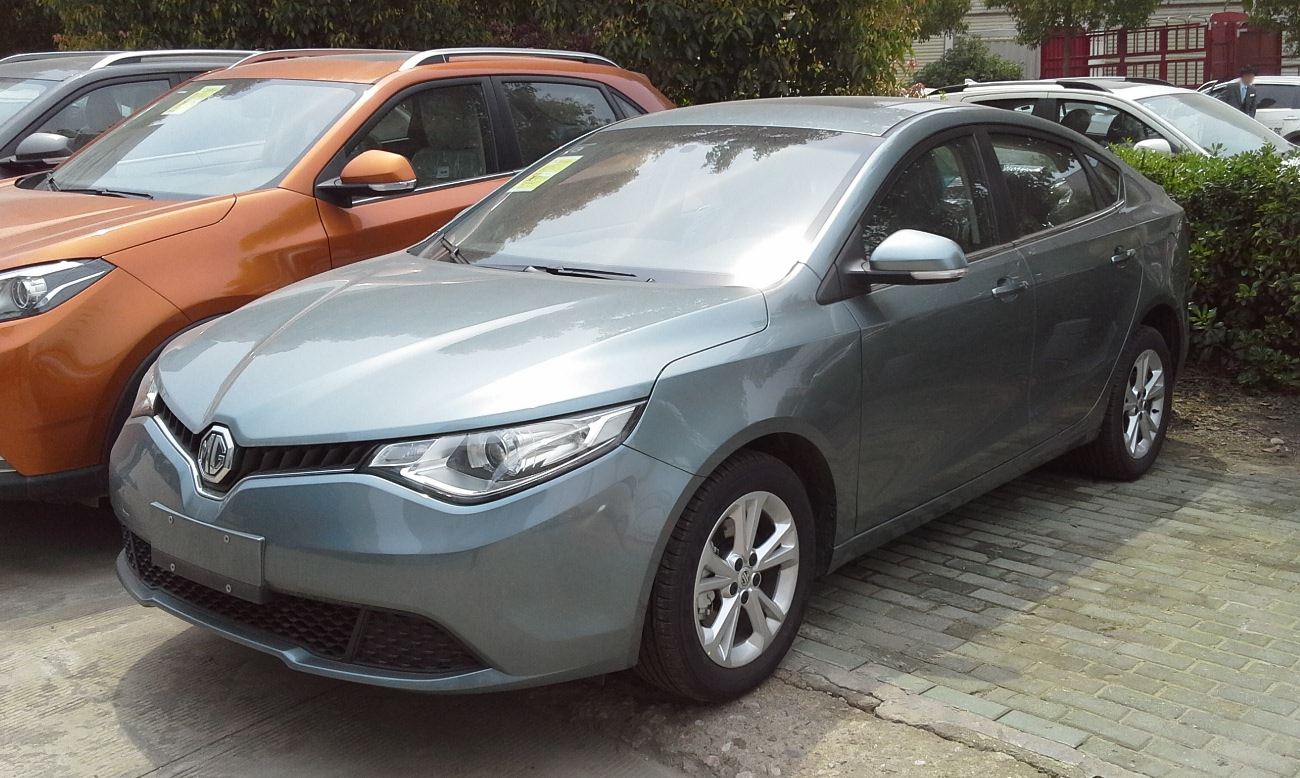
MG GT
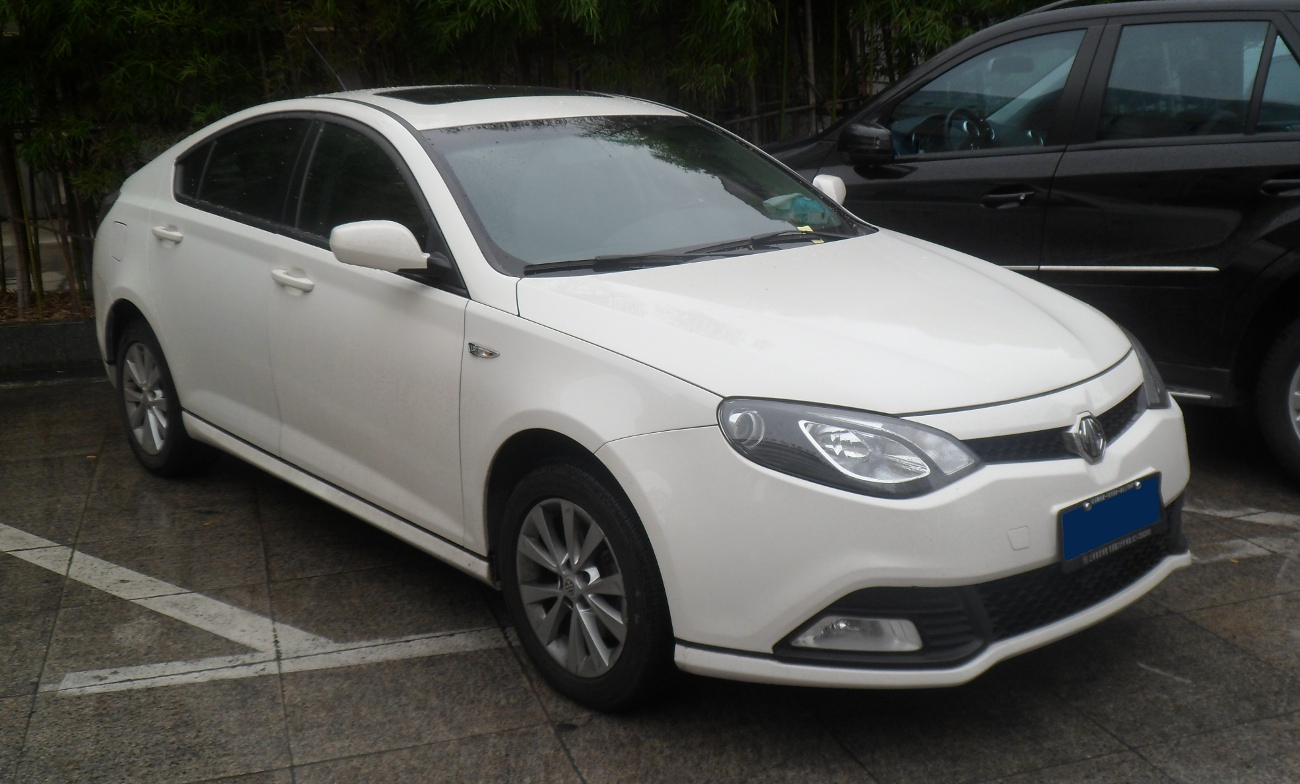
MG 6
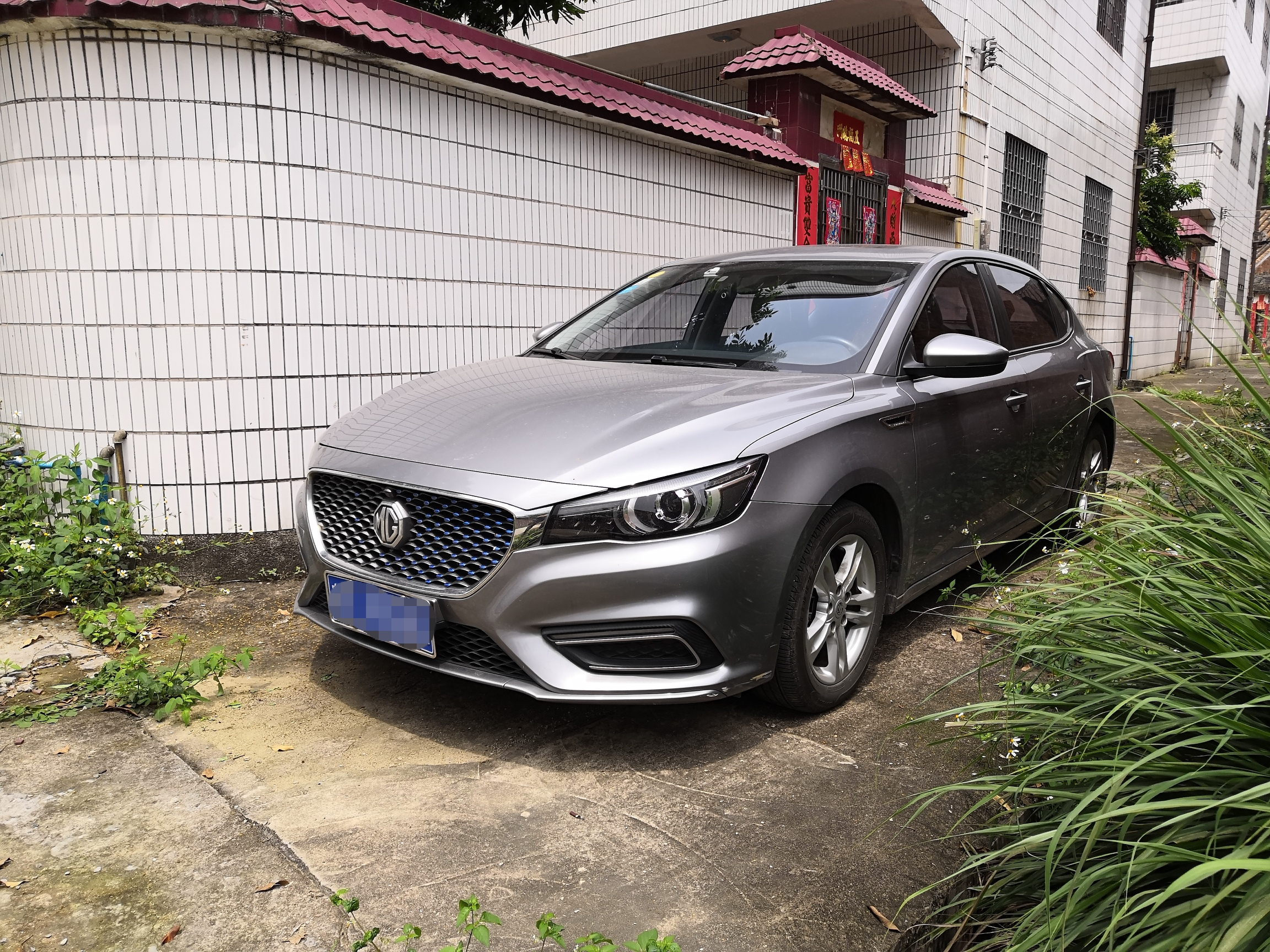
2017 MG 6
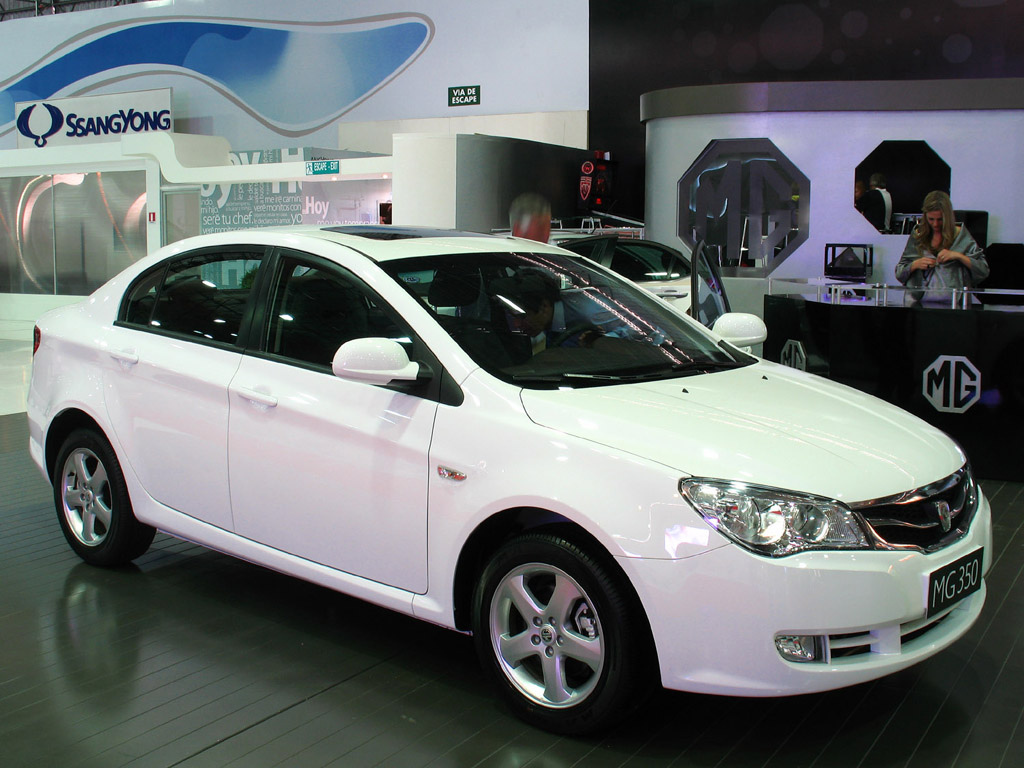
MG 350C
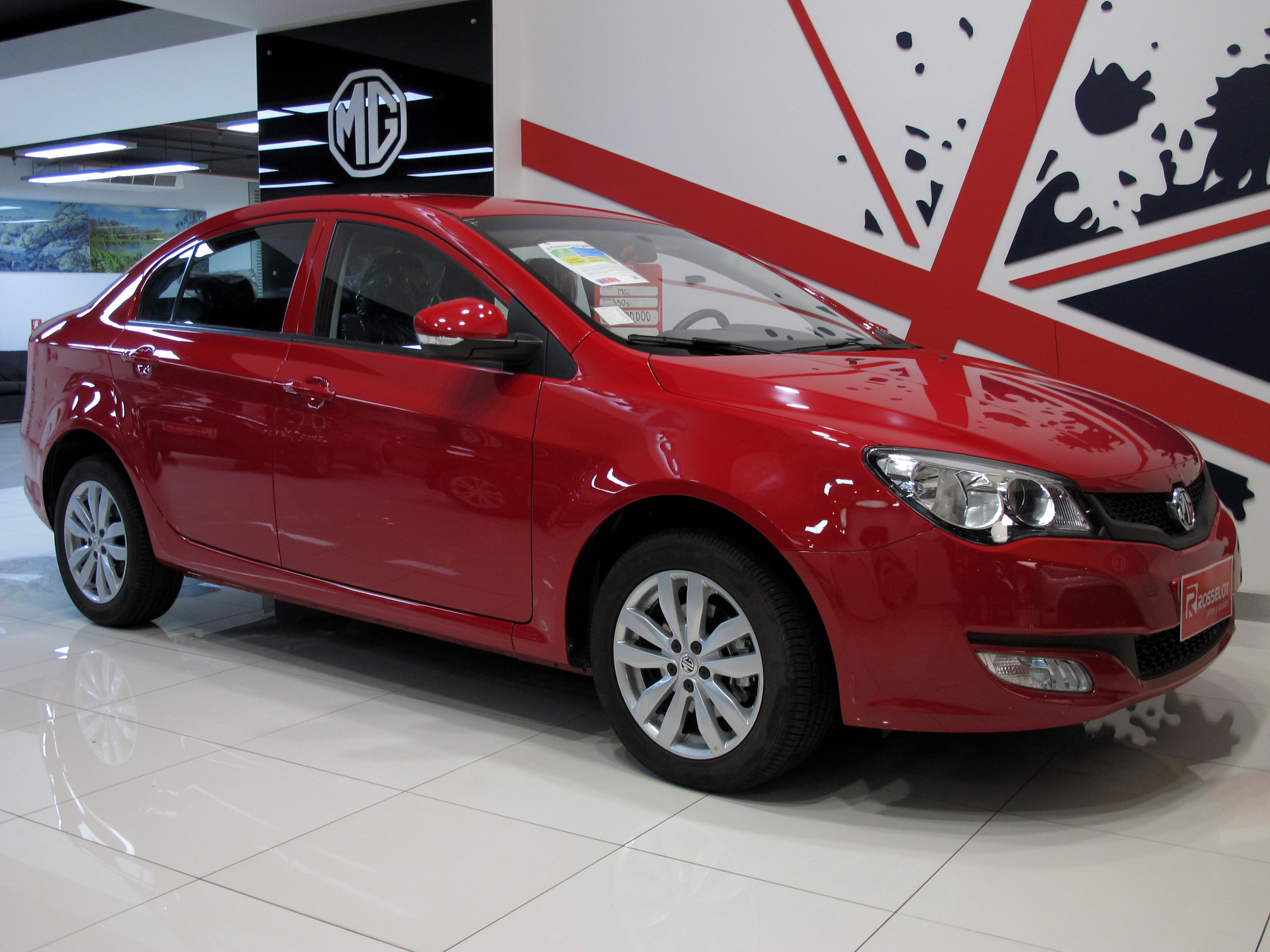
MG 350S
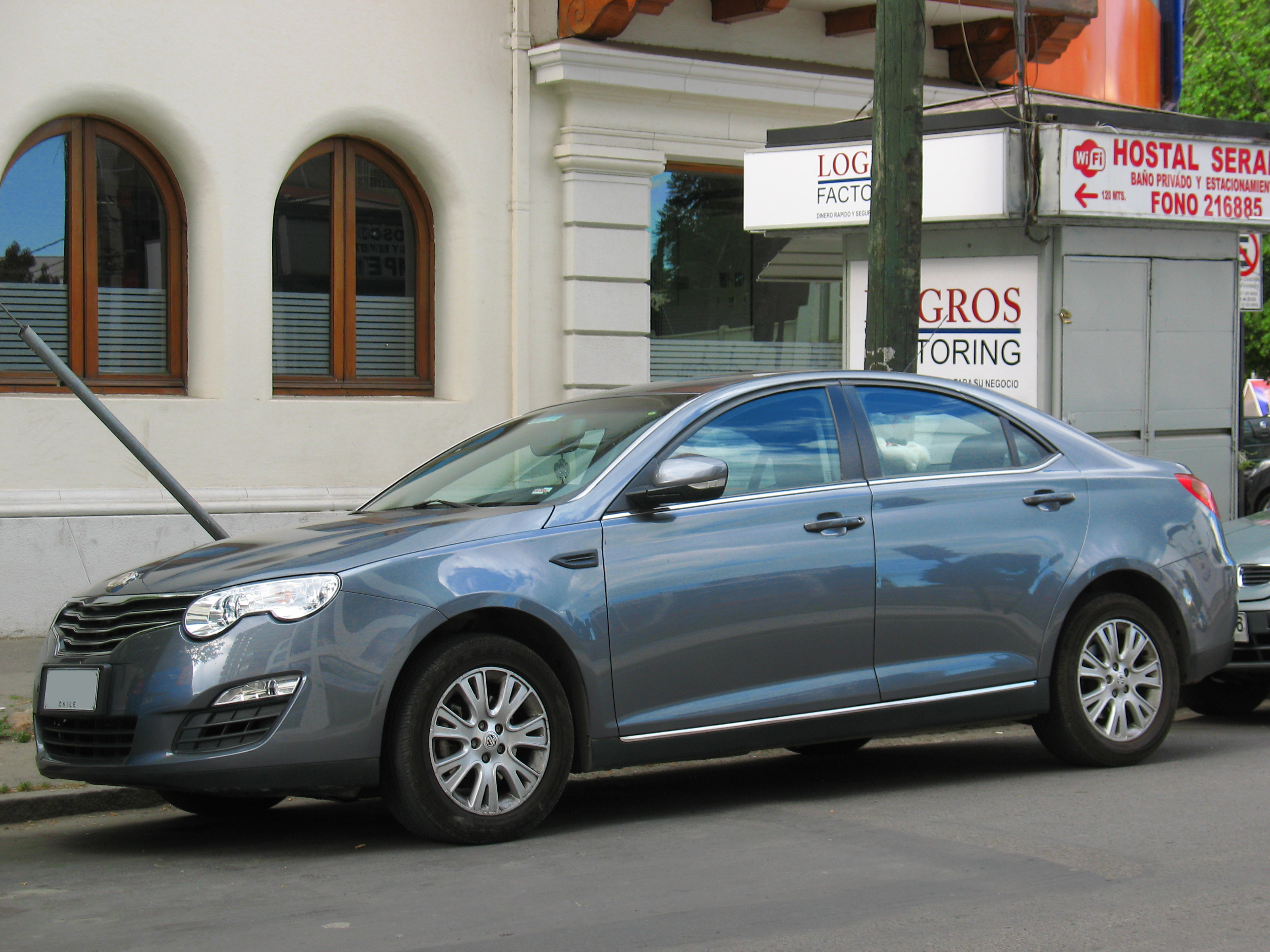
MG 550
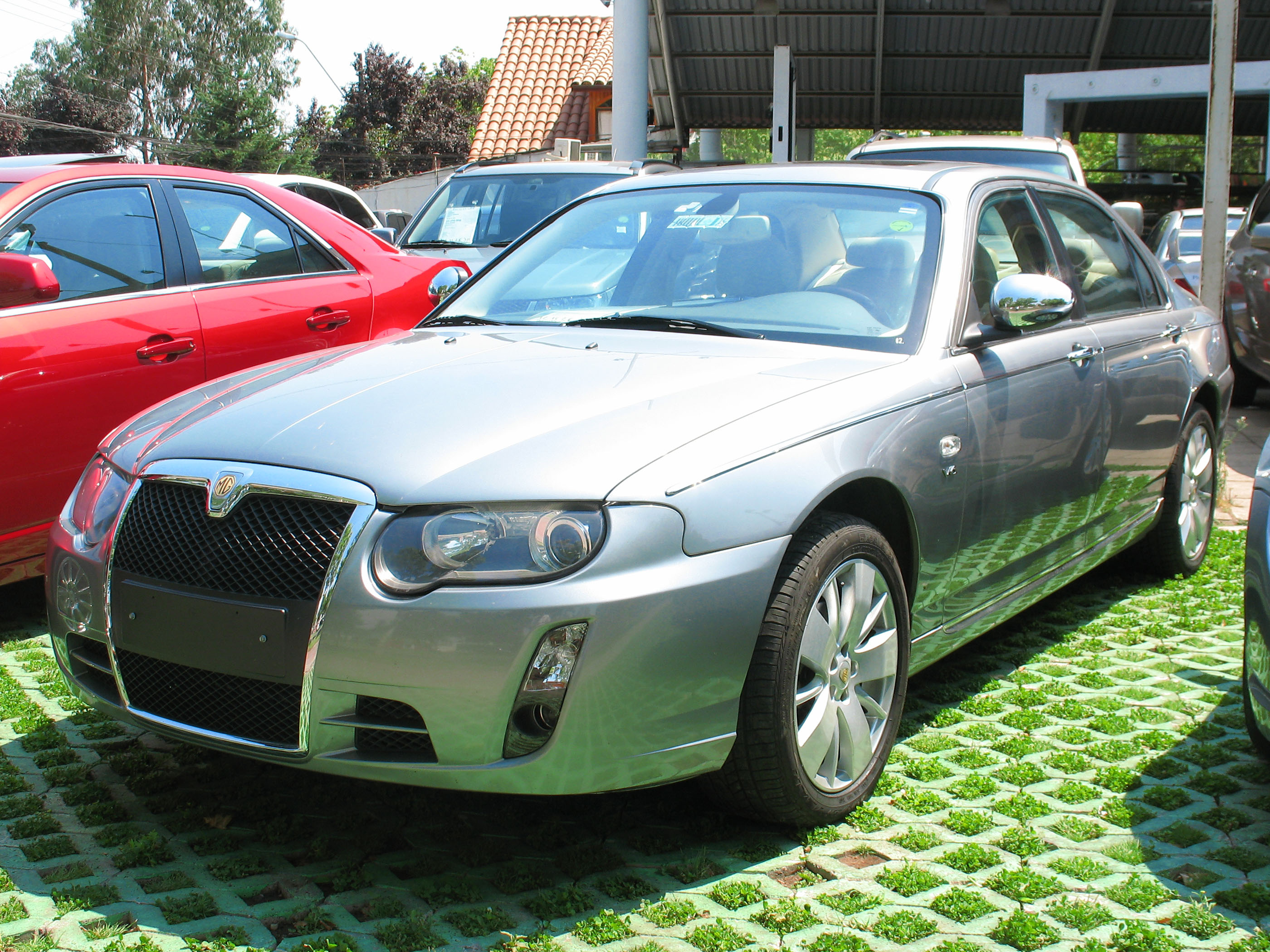
MG 750
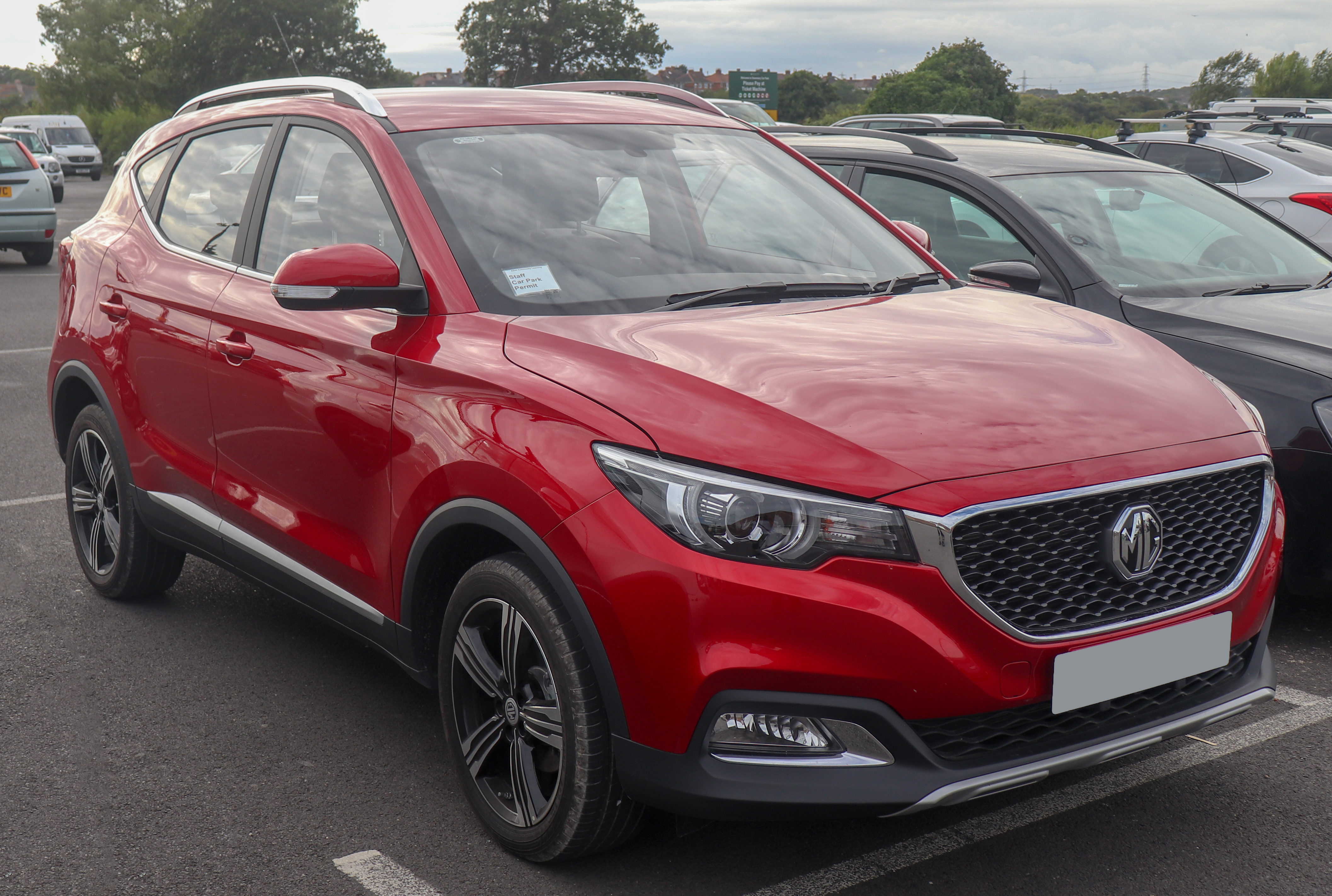
MG ZS
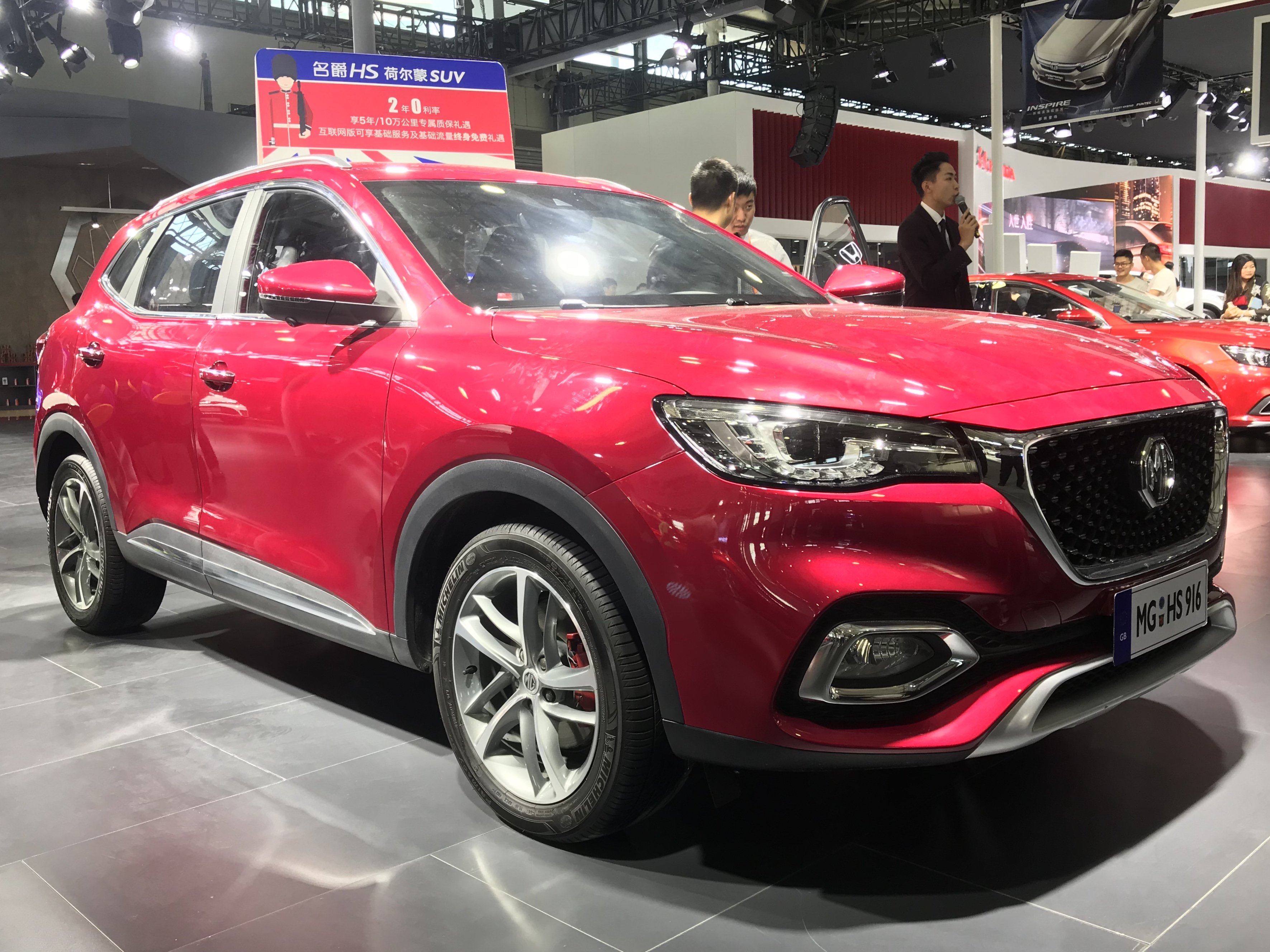
MG HS
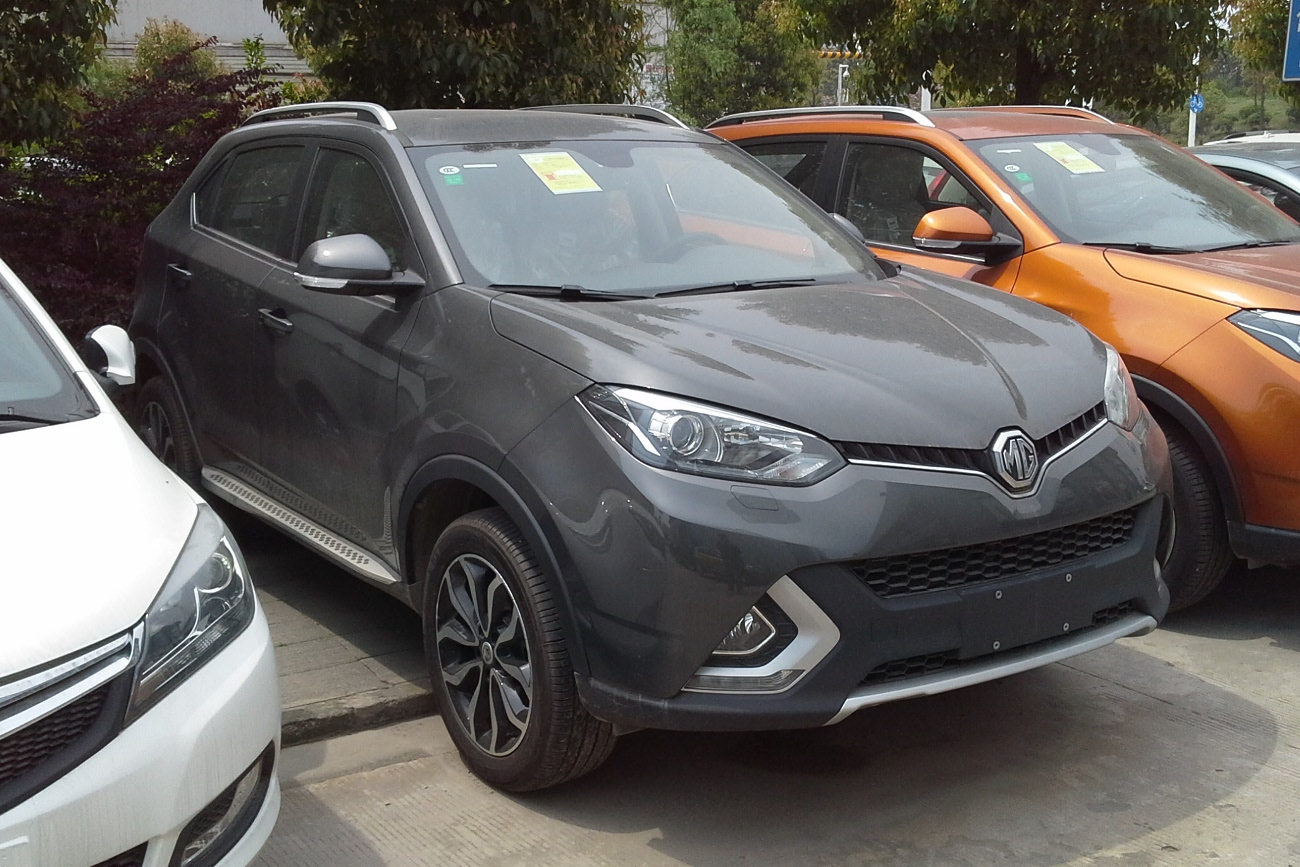
MG GS

#### Roewe

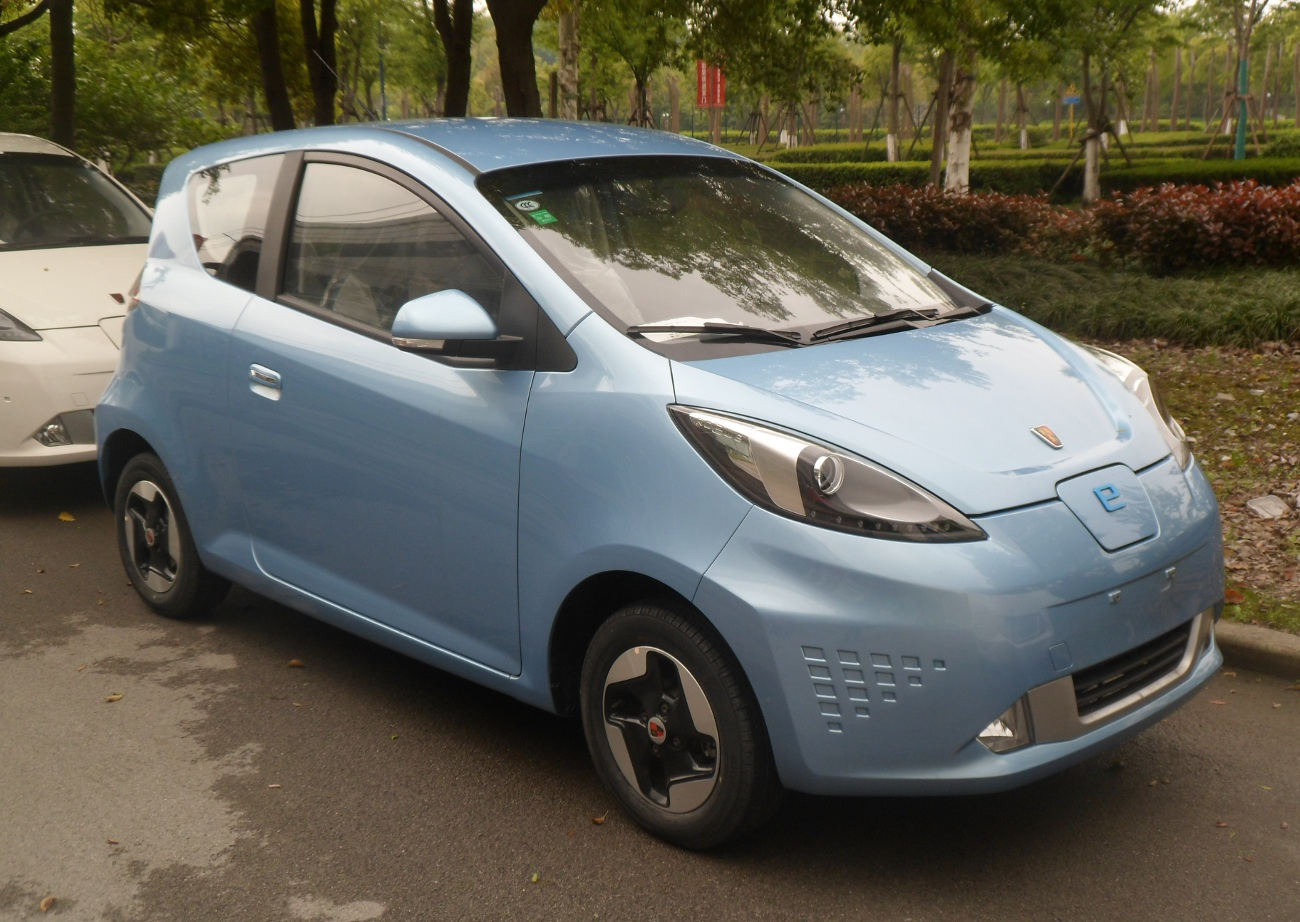
Roewe e50
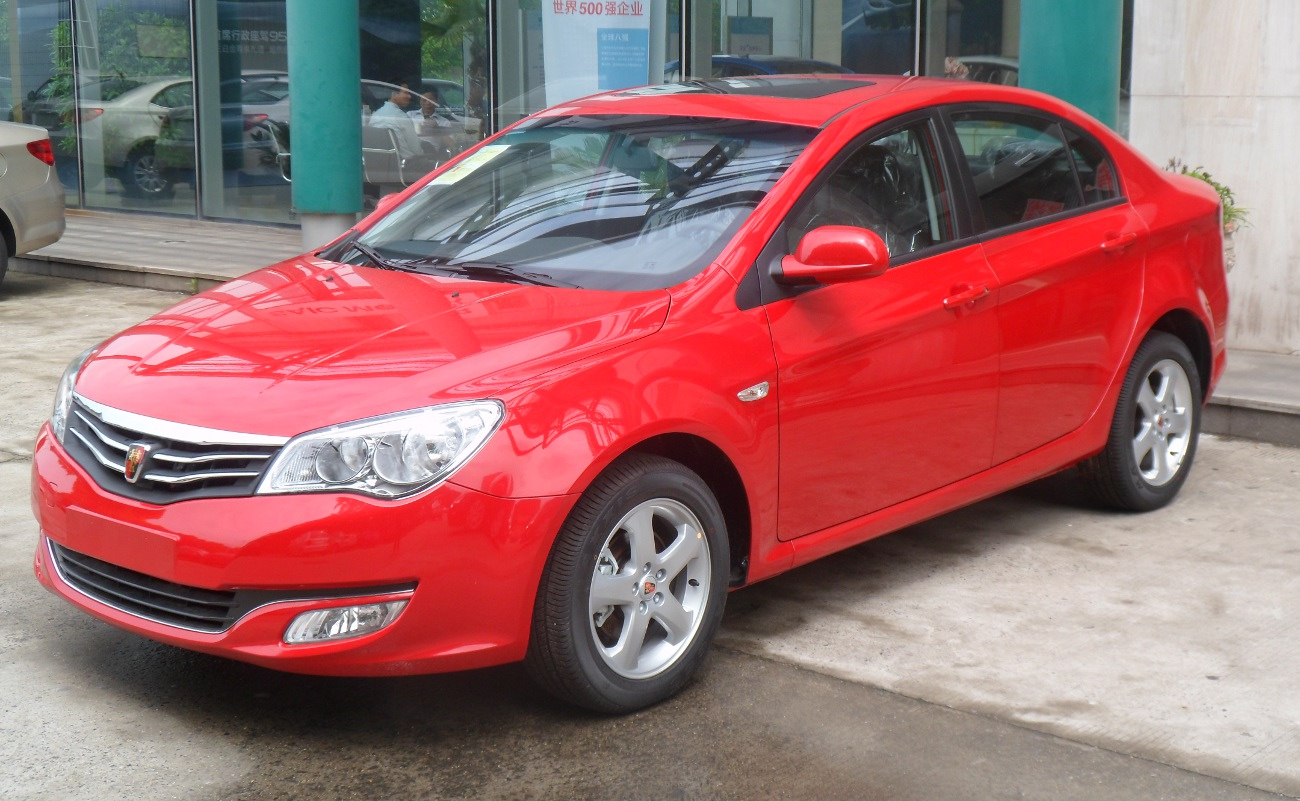
Roewe 350
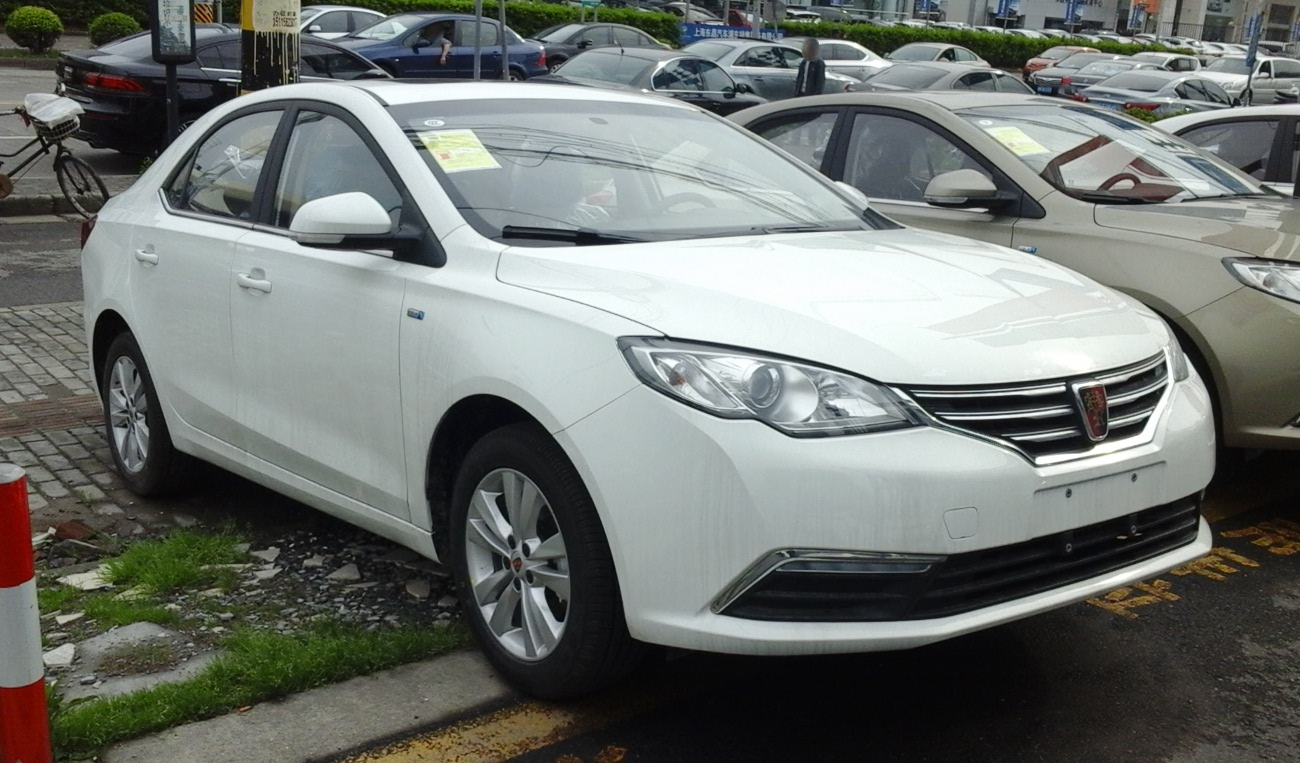
Roewe 360
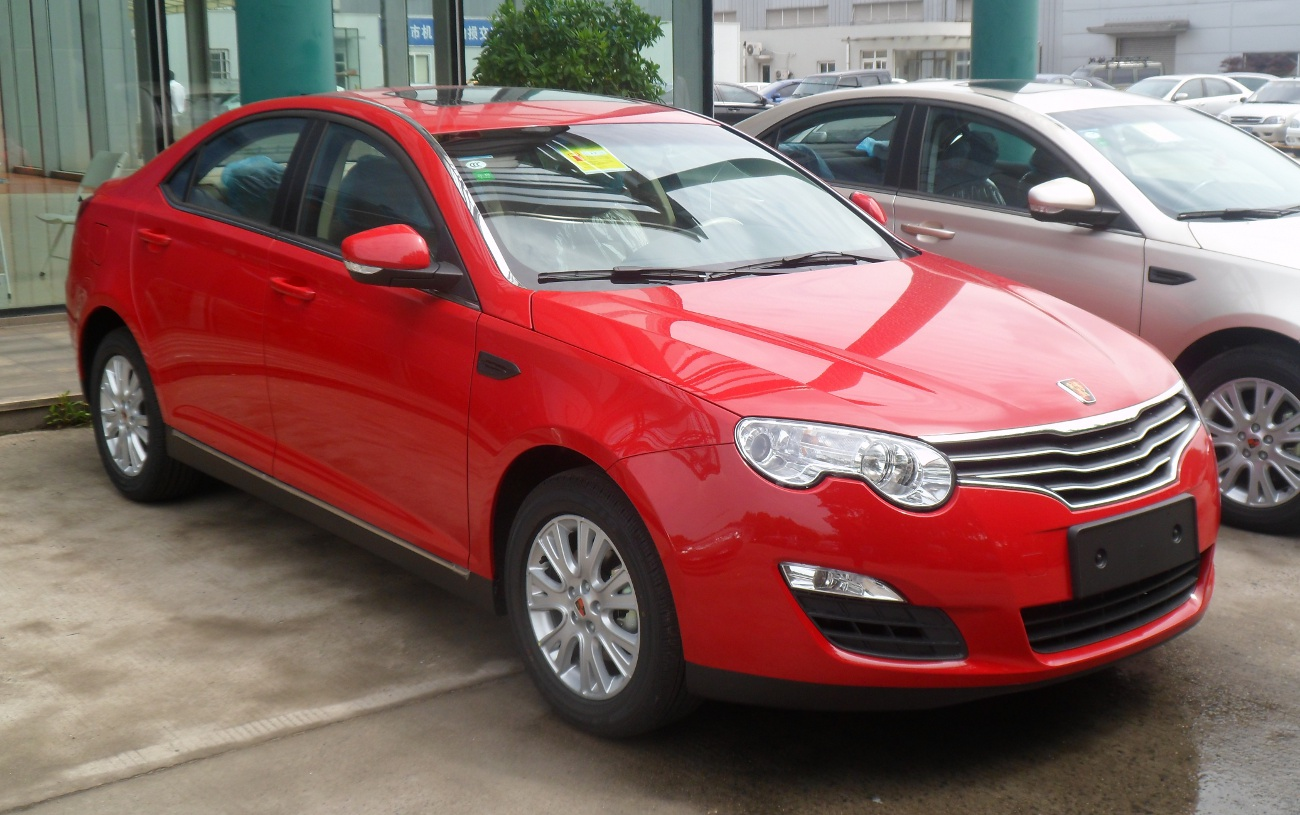
Roewe 550
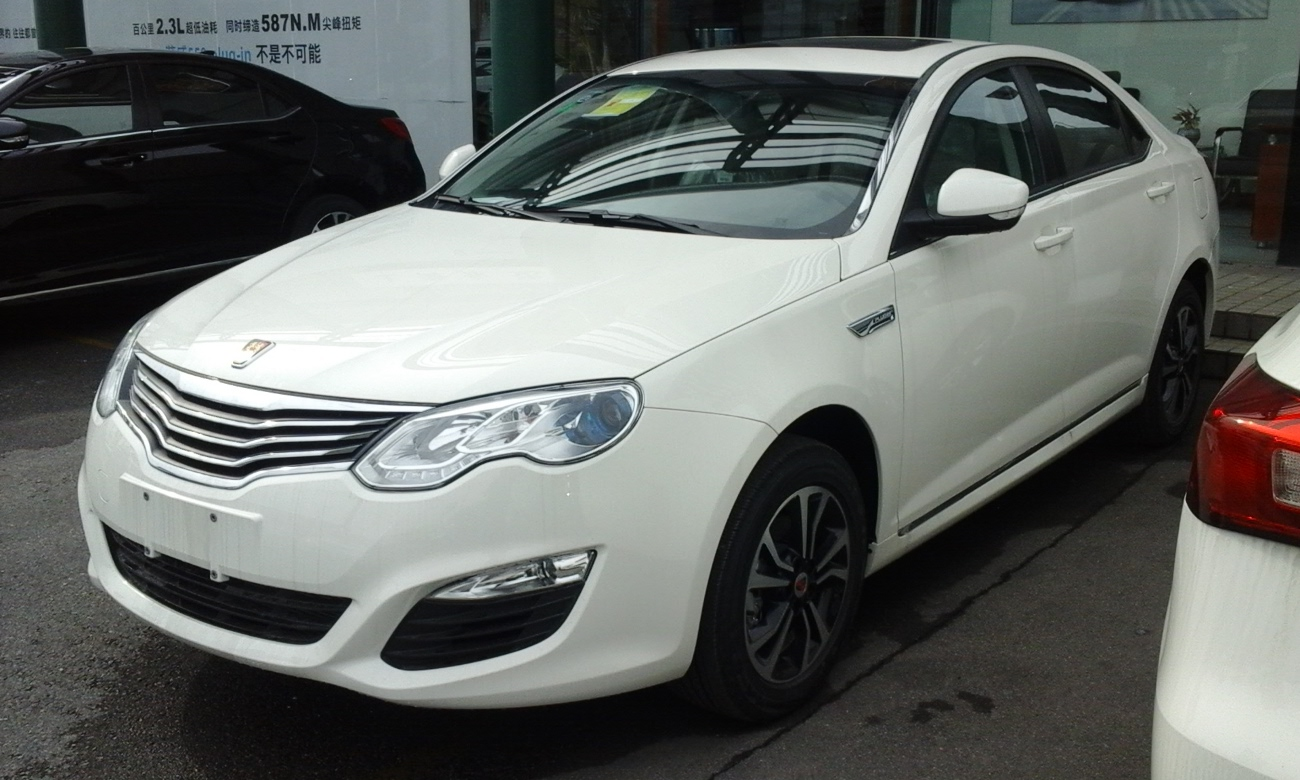
Roewe e550
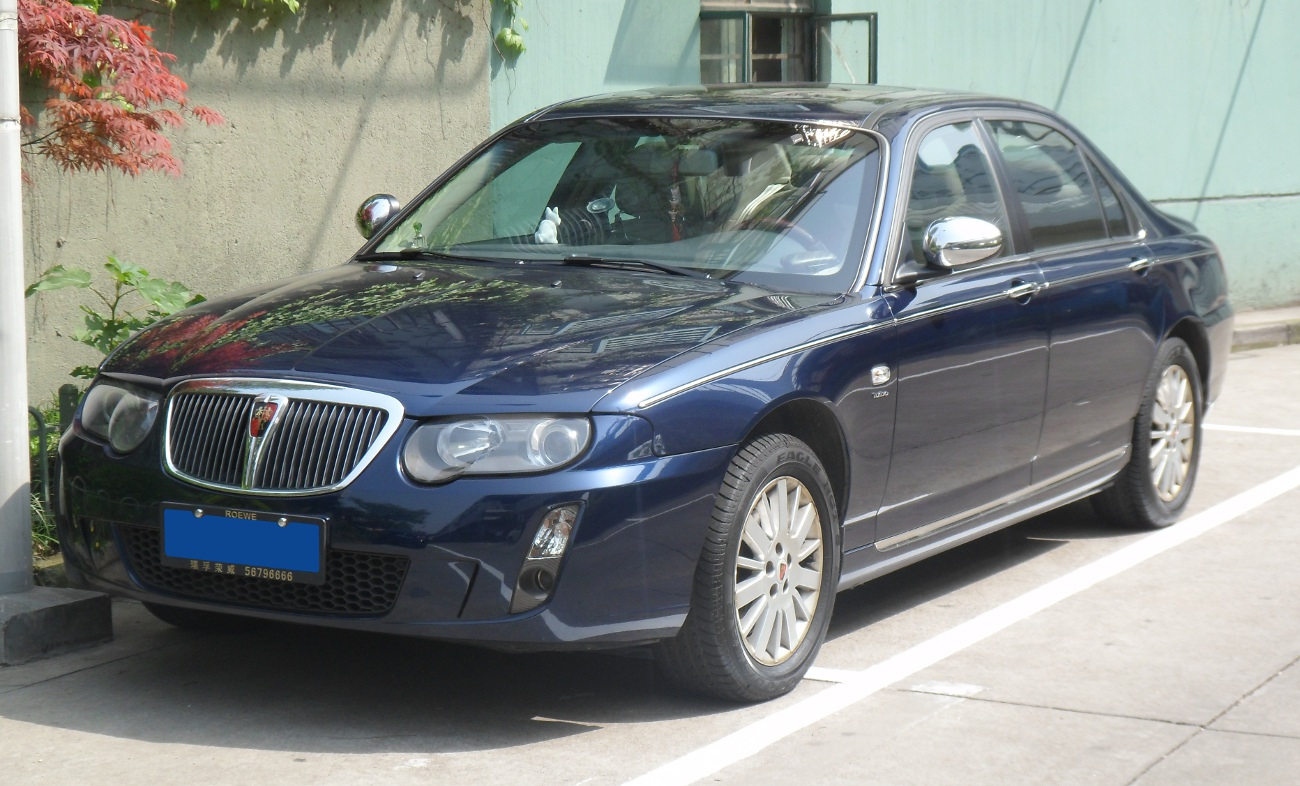
Roewe 750
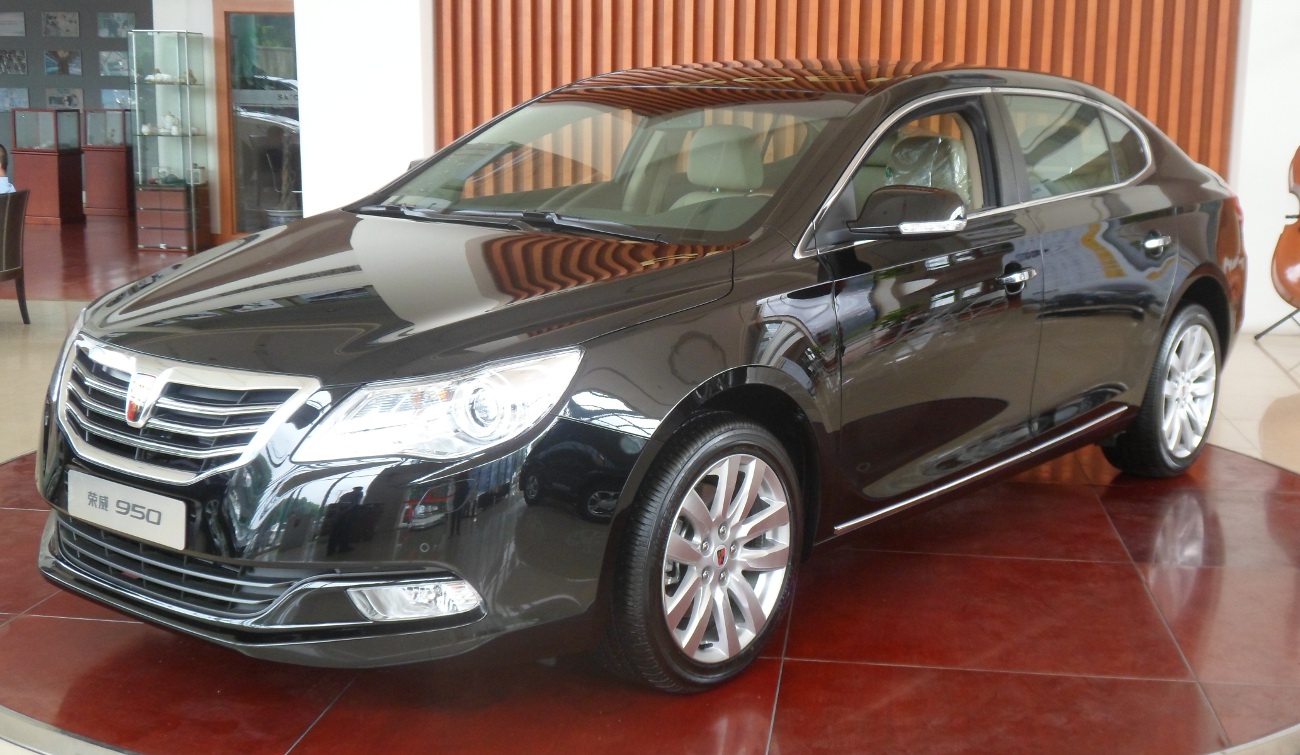
Roewe 950
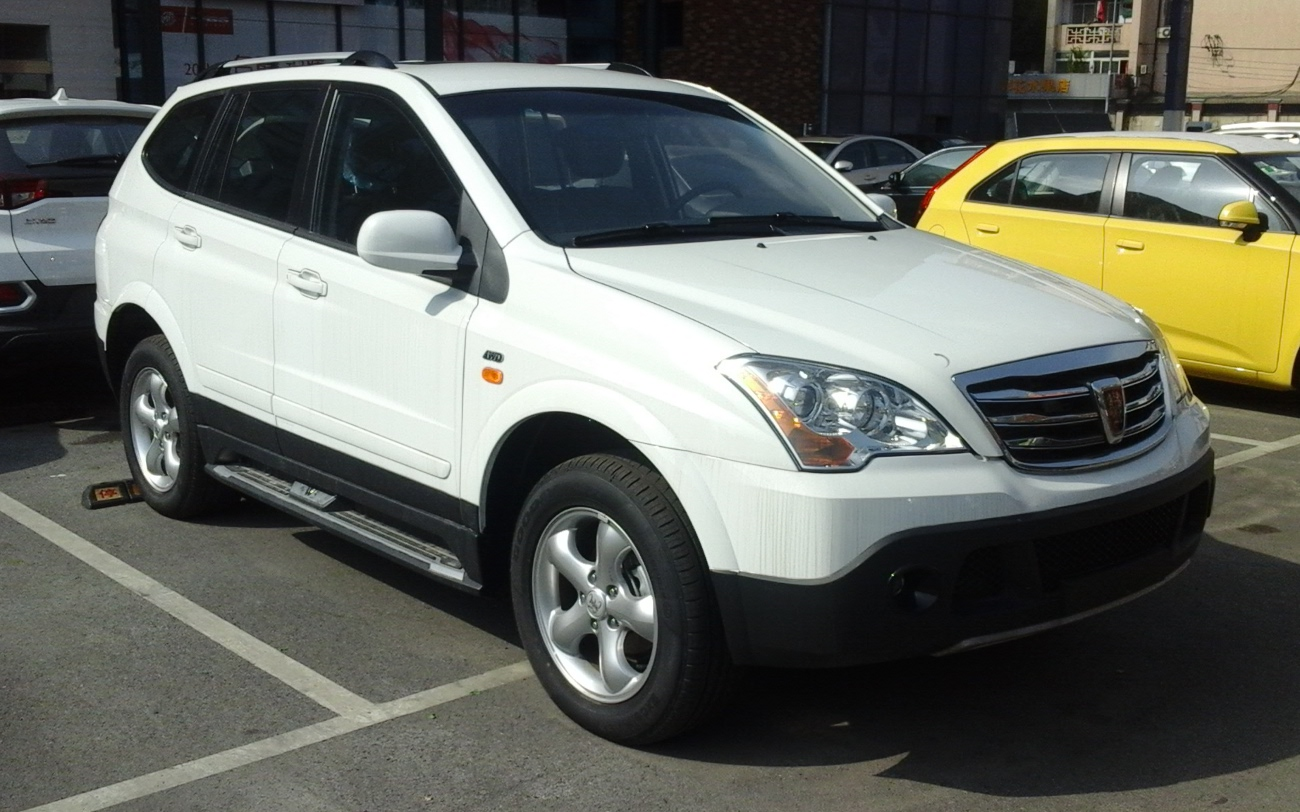
Roewe W5
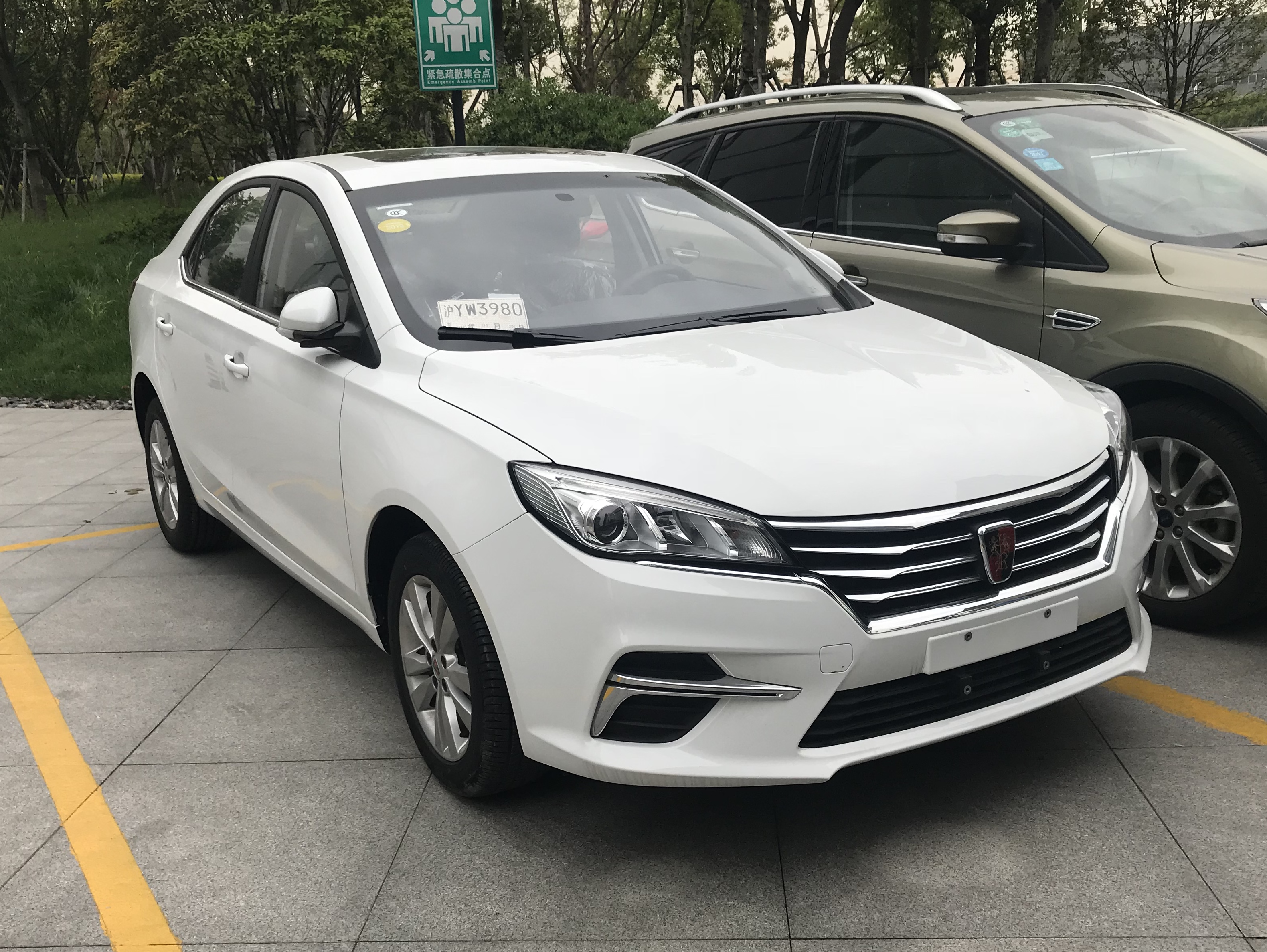
Roewe 360 Plus
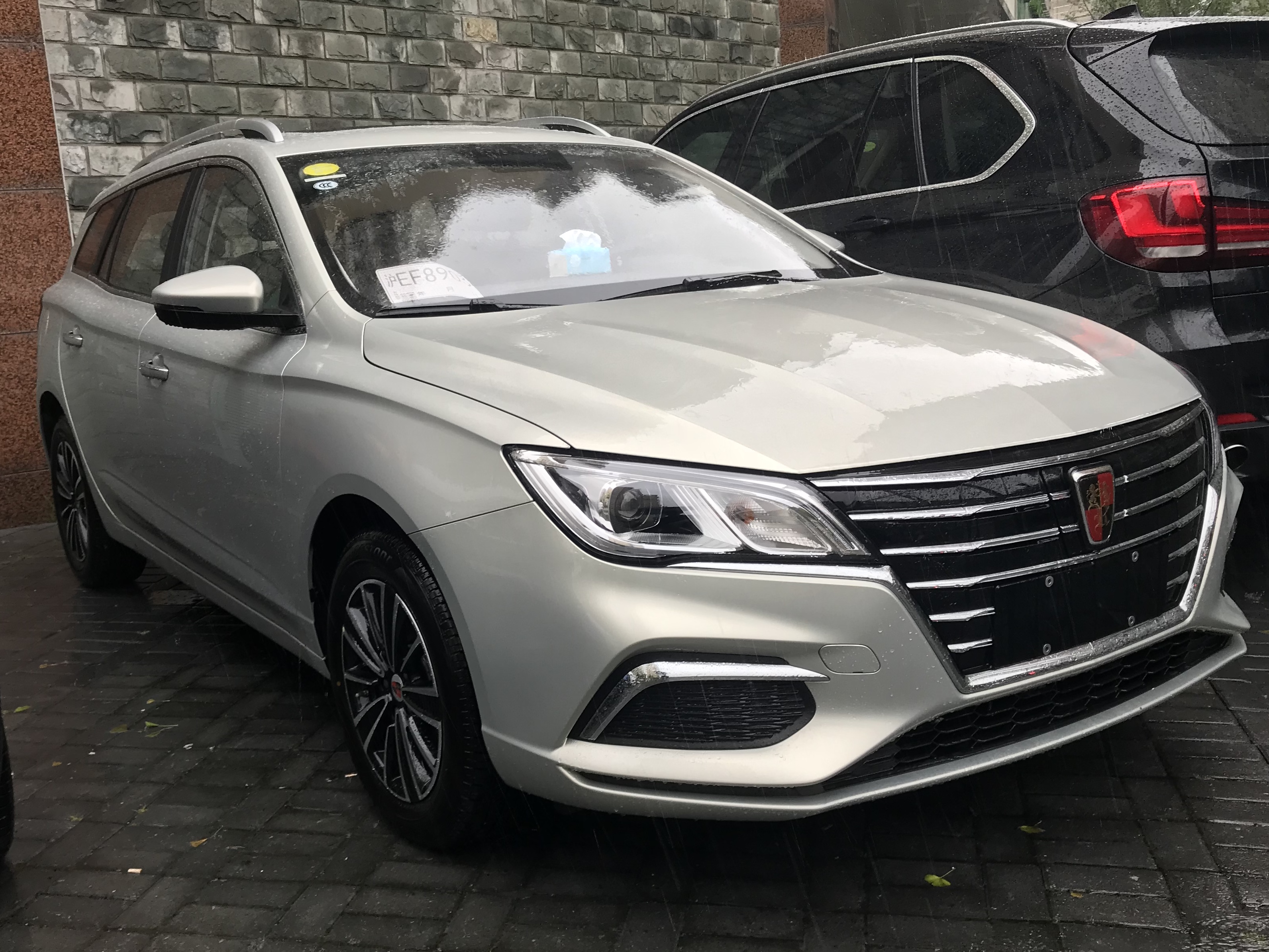
Roi Ei5
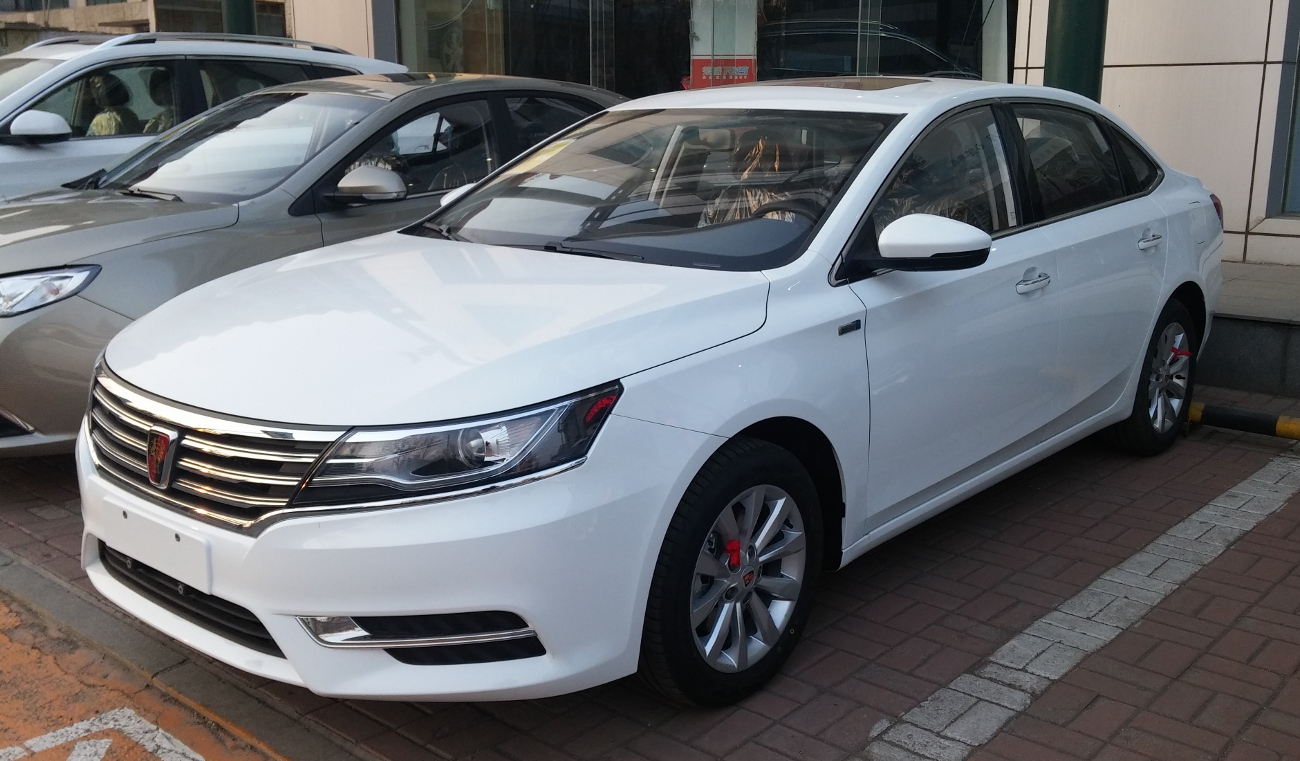
Roi i6
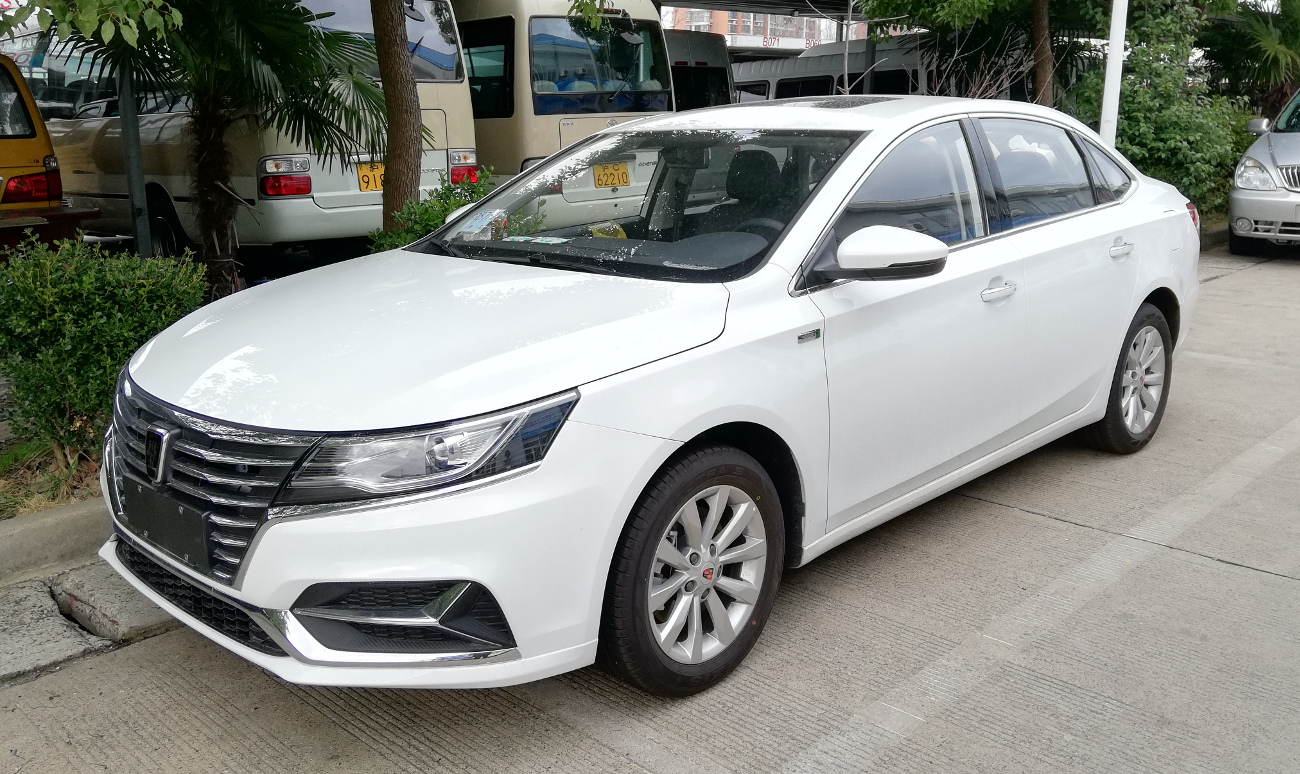
Roi ei6
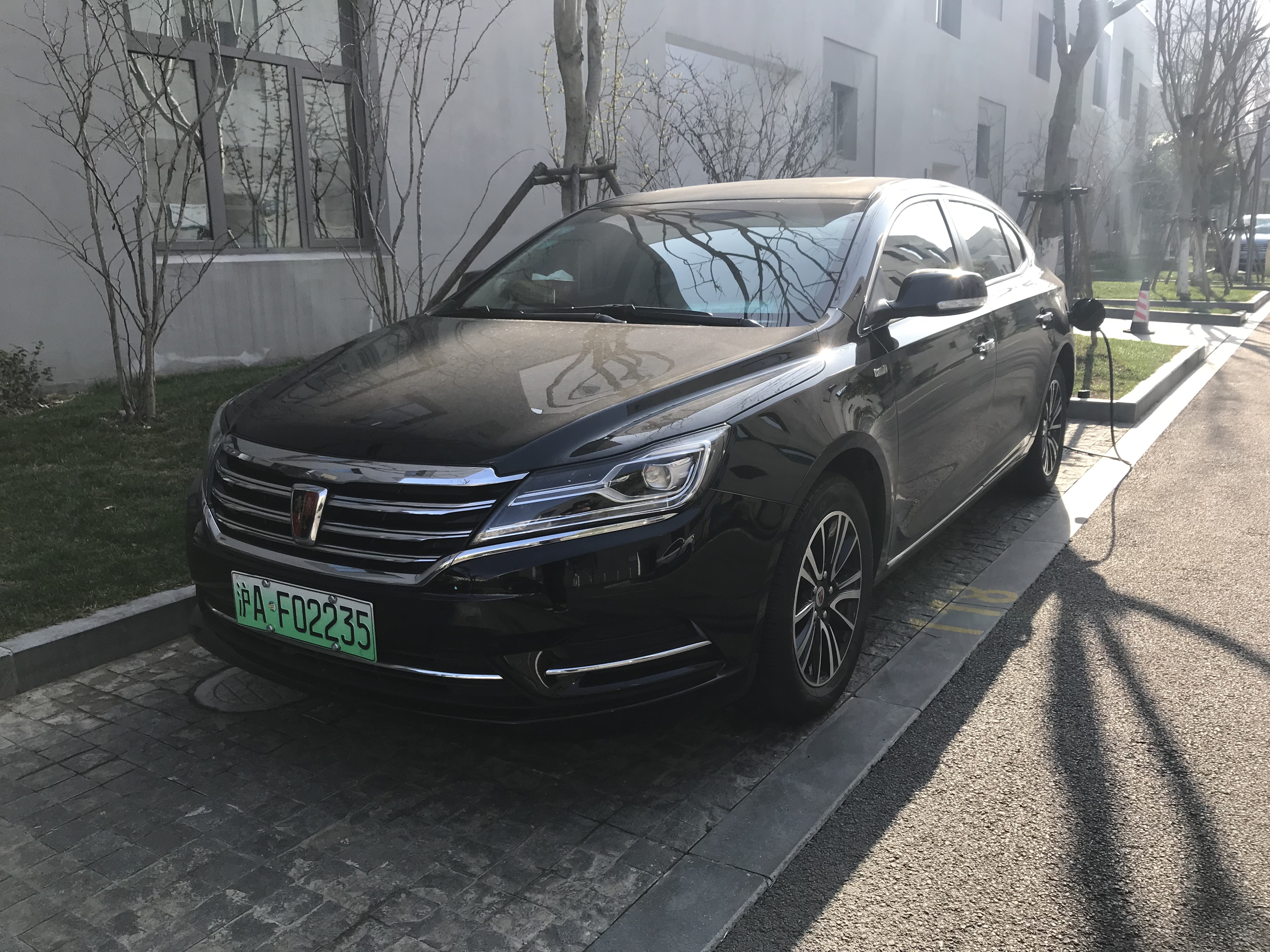
Roewe e950
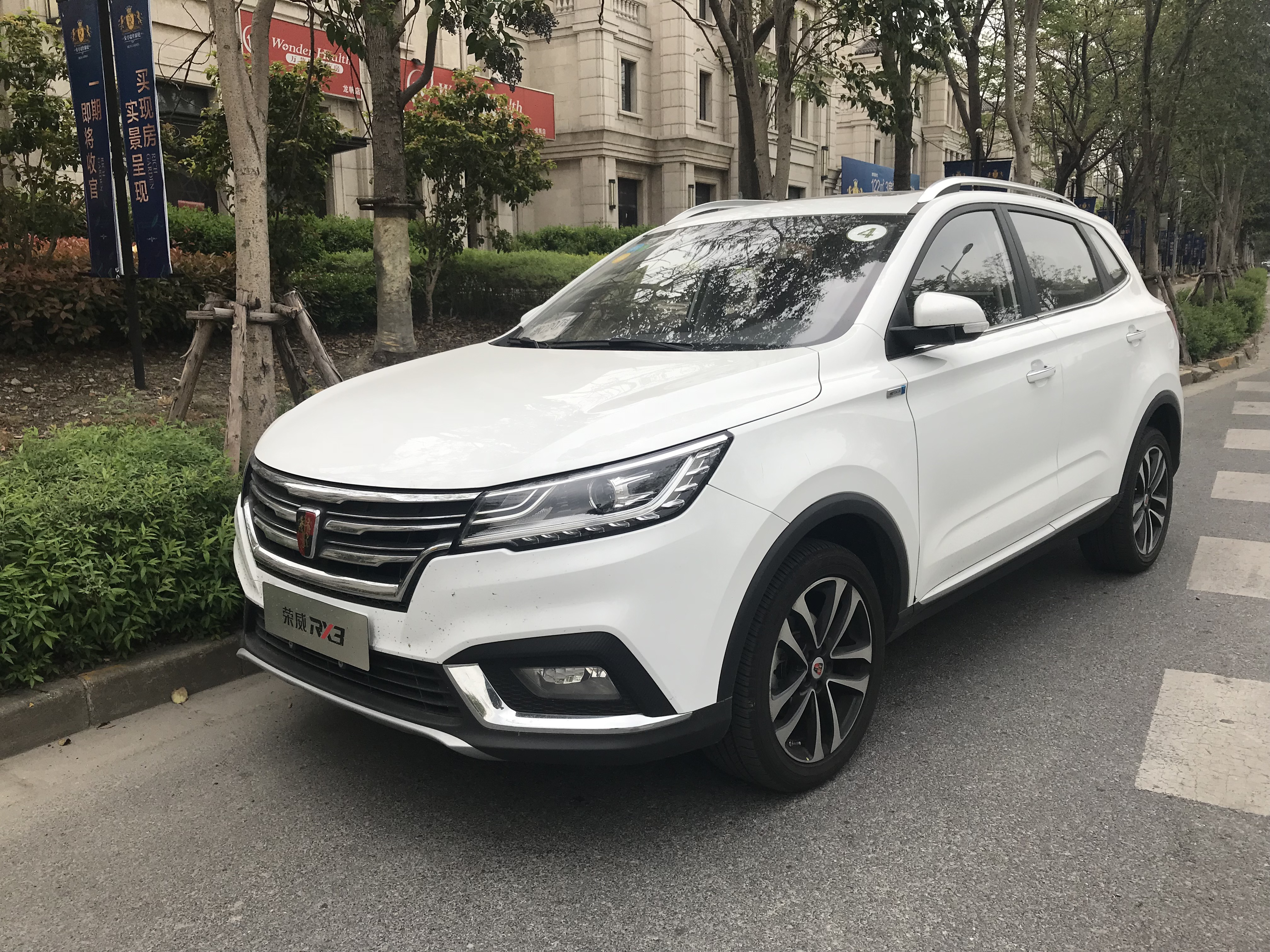
Roewe RX3
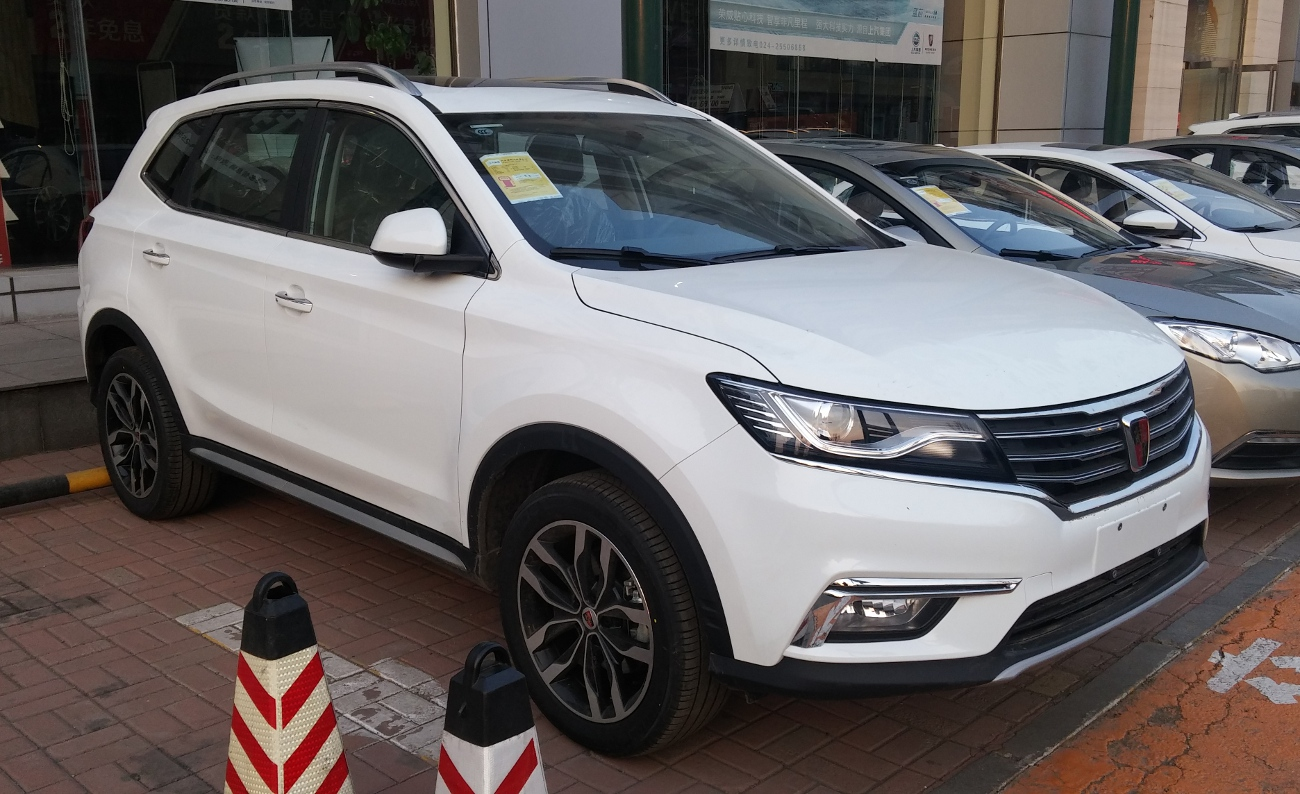
Roewe RX5
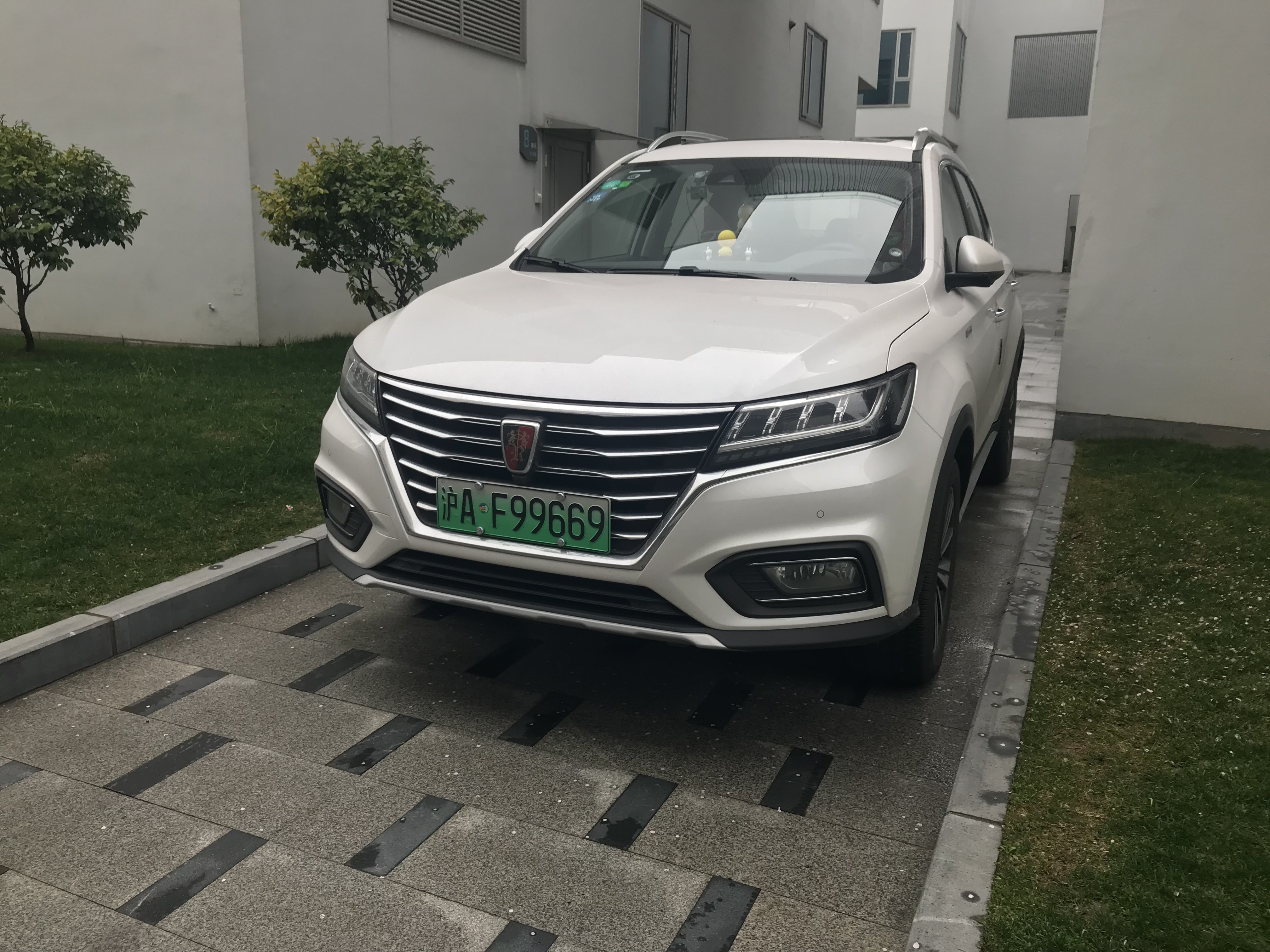
Roewe eRX5
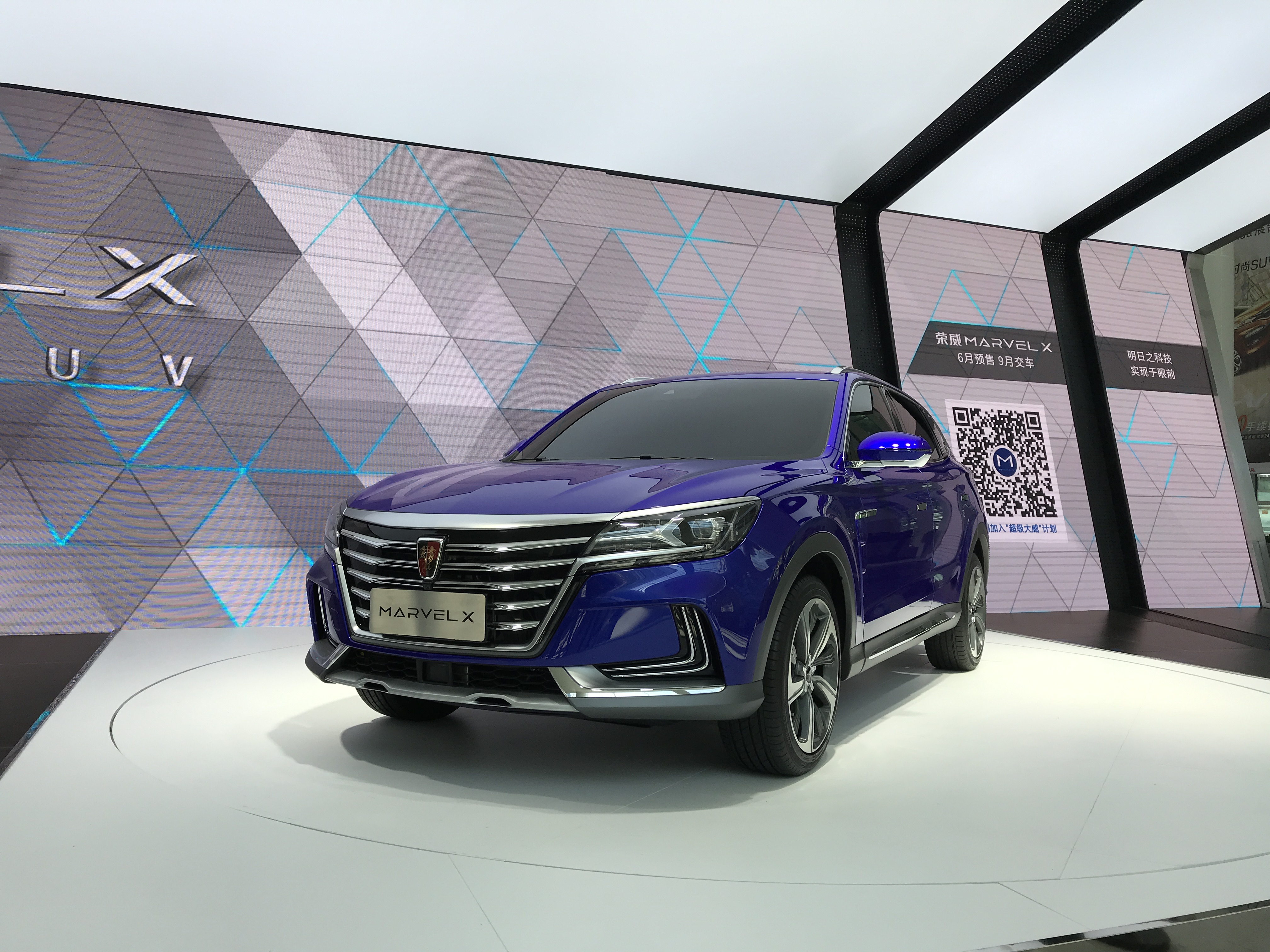
Roewe Marvel X
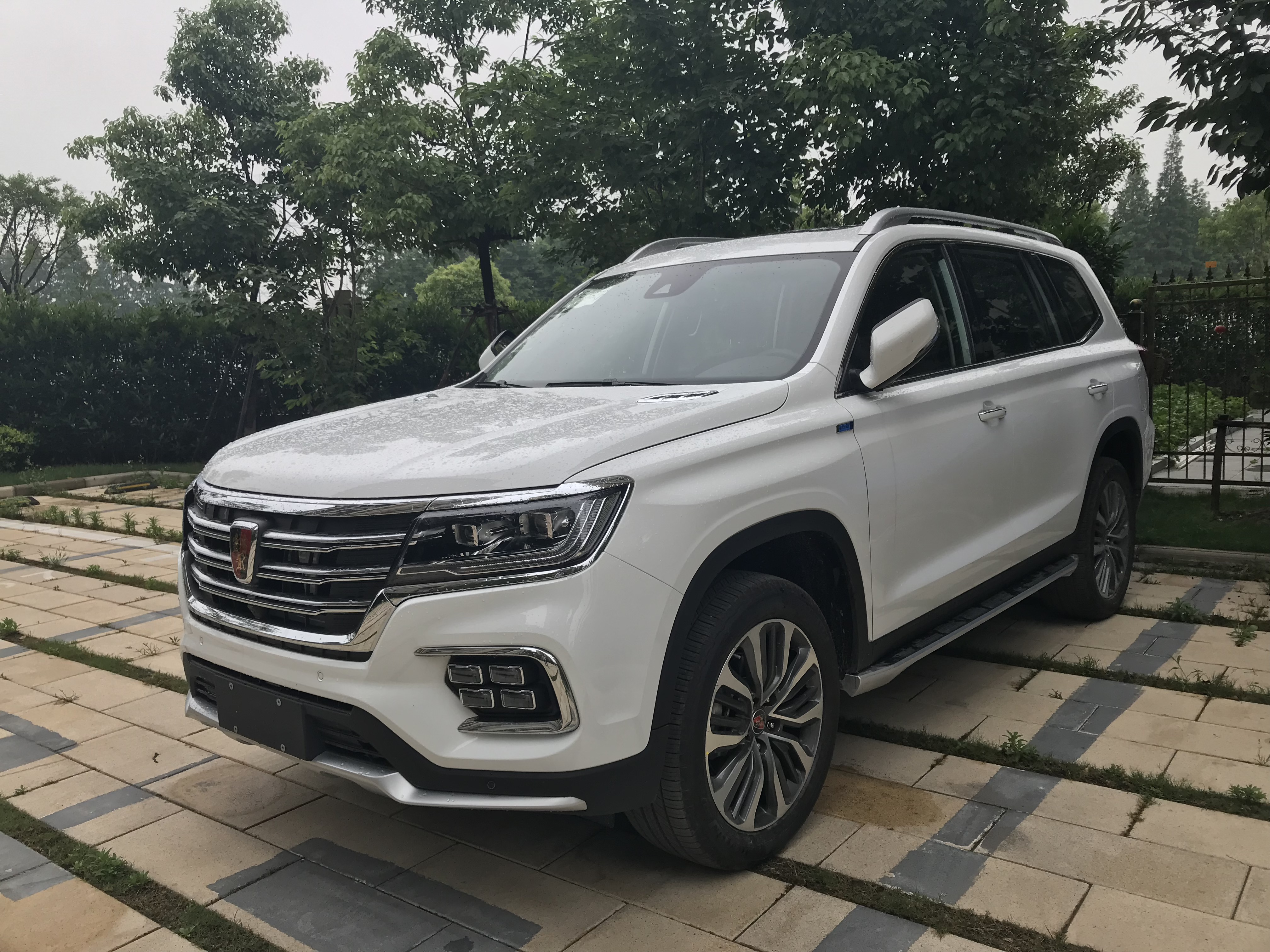
Roewe RX8

### Liên doanh
SAIC nỗ lực hợp tác với các nhà sản xuất ô tô nước ngoài lớn như General Motors và Volkswagen, sản xuất và bán tại Trung Quốc. Các liên doanh giữa SAIC với Nanjing Iveco Auto Co Ltd ("New Naveco") với Iveco, SAIC Iveco Hongyan, SAIC-GM-Wuling Automobile, Shanghai Volkswagen Automobile, Shanghai General Motors Corporation, Shanghai Sunwin với Volvo, và SAIC - Charoen Pokphand cho công ty con ở Thái Lan.

### Cơ sở sản xuất

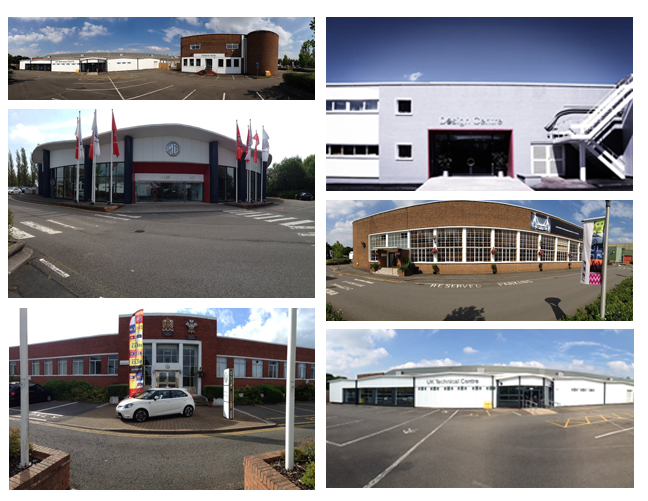
MG Motor UK HQ - Trung tâm thiết kế & kỹ thuật SAIC UK.

SAIC có nhiều cơ sở sản xuất tại Trung Quốc, bao gồm các địa điểm tại: Trùng Khánh, Liễu Châu, Thanh Đảo, Thượng Hải, Thẩm Dương và Yên Đài. Công ty cũng có một nhà máy lắp ráp tại Vương quốc Anh, nhà máy Longbridge, tại Chonas, Thái Lan và tại Halol, Ấn Độ, nơi nhà máy lắp ráp được mua lại từ General Motors.

### Nghiên cứu và phát triển
SAIC vận hành một trung tâm nghiên cứu và phát triển lớn tại Vương quốc Anh, Trung tâm kỹ thuật SAIC Motor UK, tính đến năm 2012 có khoảng 275 kỹ sư và 25 nhà thiết kế. Trung tâm kỹ thuật Vương quốc Anh là địa điểm chính trên toàn thế giới để phát triển xe hơi MG, và đóng vai trò chính trong việc phát triển các sản phẩm Roewe.